# Cathédrale Saint-Lazare d'Autun
La cathédrale Saint-Lazare d'Autun est une cathédrale catholique située à Autun, dans le département français de Saône-et-Loire en région Bourgogne-Franche-Comté.
Achevée en 1146, elle devient l'unique cathédrale de la ville à la fin du XIIe siècle en remplacement de celle de Saint-Nazaire. Elle est le siège du diocèse d'Autun, Chalon et Mâcon. Bien que conservant les reliques de saint Lazare d'Aix, elle est depuis le XIIe siècle sous l'invocation et le patronage de « saint Lazare ressuscité par le Christ », patronage confirmé en 1801 par Pie VII dans la bulle Qui Christi Domini (« S. Lazari à Christo suscitati »).

## Historique

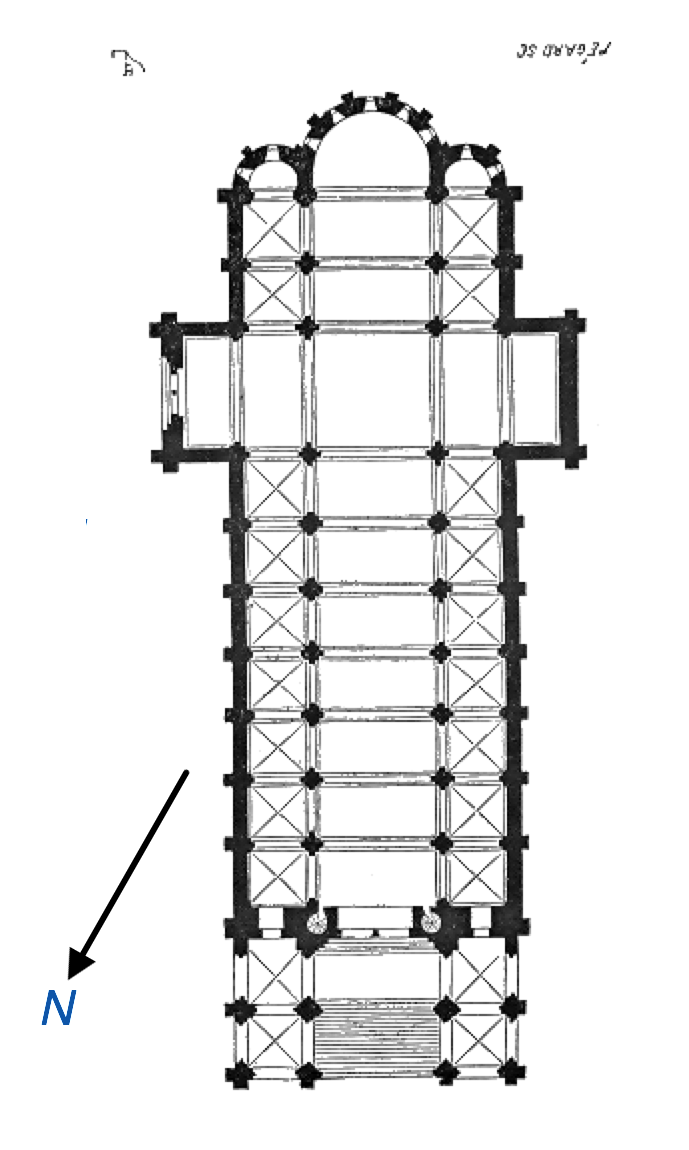
Plan de la cathédrale d'Autun.

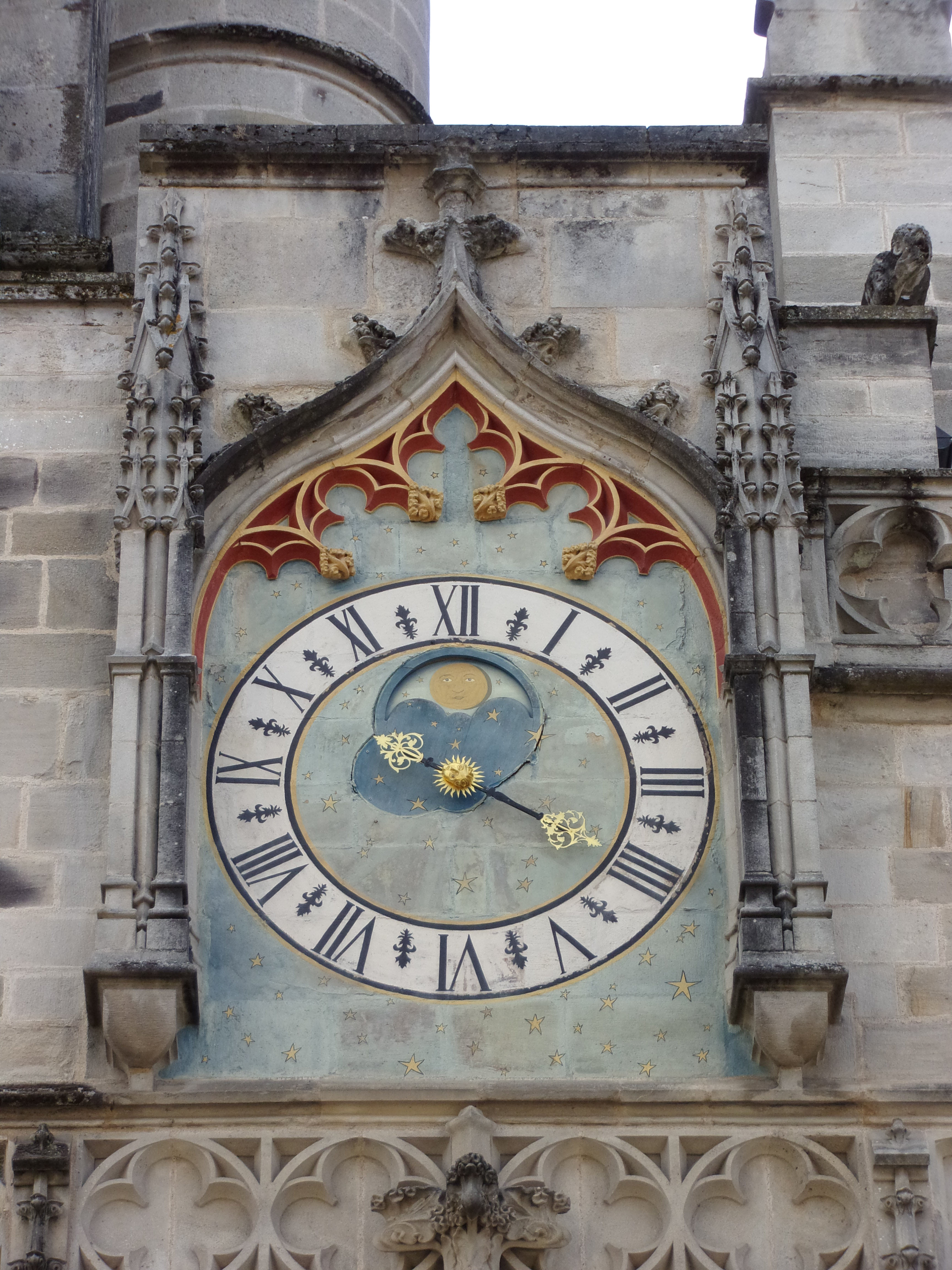
Horloge astronomique située sur la façade Est de la cathédrale Saint-Lazare.

Une première cathédrale a été construite à Autun à partir du Ve siècle, consacrée plus tardivement à saint Nazaire (il en reste une chapelle du XIVe siècle). L'église Saint-Lazare (dédiée au saint Lazare de l'Évangile) fut projetée par l'évêque d'Autun, Étienne Ier de Baugé, afin de conserver les reliques que l'on croyait être celle de ce saint, mais qui étaient en fait celles de saint Lazare d'Aix. Ces reliques étaient conservés jusqu'alors à Marseille.
Commencée vers 1120 par Étienne de Baugé, elle fut achevée en 1146, et le porche quelques années plus tard. Elle est bâtie sur le modèle de l'abbatiale de Paray-le-Monial. Elle possède, tout comme à Cluny et à Paray-le-Monial, une voûte en berceau brisé, construite peu de temps après sa consécration comme cathédrale, puisqu'on ajouta des arcs-boutants à cette époque. Une flèche fut construite en 1469 par le cardinal Rolin (le fils du chancelier Rolin), au-dessus de la croisée du transept, à la place d'un clocher roman détruit par la foudre. Elle atteint 80 m de haut. En 1476, le cardinal Jean Rolin offre la cloche Marthe, le bourdon de la cathédrale, qui pèse 3 360 kg et a un diamètre de 1,69 mètre, qui sonne toujours aux côtés de trois autres cloches datant, quant à elles, de 1854.
En 1766, l'édifice eut à subir plusieurs dommages de la part des chanoines du chapitre de la cathédrale. L'art médiéval était peu apprécié à l'époque et les chanoines voulaient renouveler l'aspect de la cathédrale dans un style plus baroque. Le portail latéral et son tympan furent détruits et les pierres réemployées pour la construction des maisons voisines. La fameuse Tentation d'Ève fut donc incluse dans un mur avant d'être redécouverte. Le jubé et le monumental Tombeau de saint Lazare qui se trouvait derrière l'espace du chœur ont été également démantelés (les statuaires restantes du tombeau sont exposées au musée Rolin).
Tout l'espace du chœur fut détruit, y compris la mosaïque du XIIe siècle, remplacée par un pavé neuf. Le fameux tympan du Jugement Dernier de Gislebert, a été recouvert de plâtre, les chanoines d'alors le jugeant de mauvais goût. Cela lui valut d'être préservé du vandalisme de la période révolutionnaire qui prit pour cible les tympans et linteaux des églises de Saône-et-Loire,,. Il a été redécouvert en 1837 et restauré. La tête du Christ, ayant été sectionnée au cours du premier plâtrage et conservée au musée Rolin à côté, n'a été remise en place qu'en 1948.
La cathédrale est classée sur la première liste des monuments historiques en 1840 par Prosper Mérimée.
En 2011, l'ancien mobilier du chœur, peu esthétique et assez hétéroclite, a été remplacé. L'artiste Goudji a ainsi réalisé, pour l'espace liturgique, un nouvel autel, un nouvel ambon et une nouvelle cathèdre, qui, dans leur modernité, s'intègrent parfaitement au chœur ancien de l'édifice.
La cathédrale et le quartier (ville haute ou Hauts-quartiers) ainsi que la ville moyenne, sont intégrés dans un secteur sauvegardé de 74 ha depuis 1973. Ce secteur compte nombre de lieux remarquables.

## Description

### Le portail

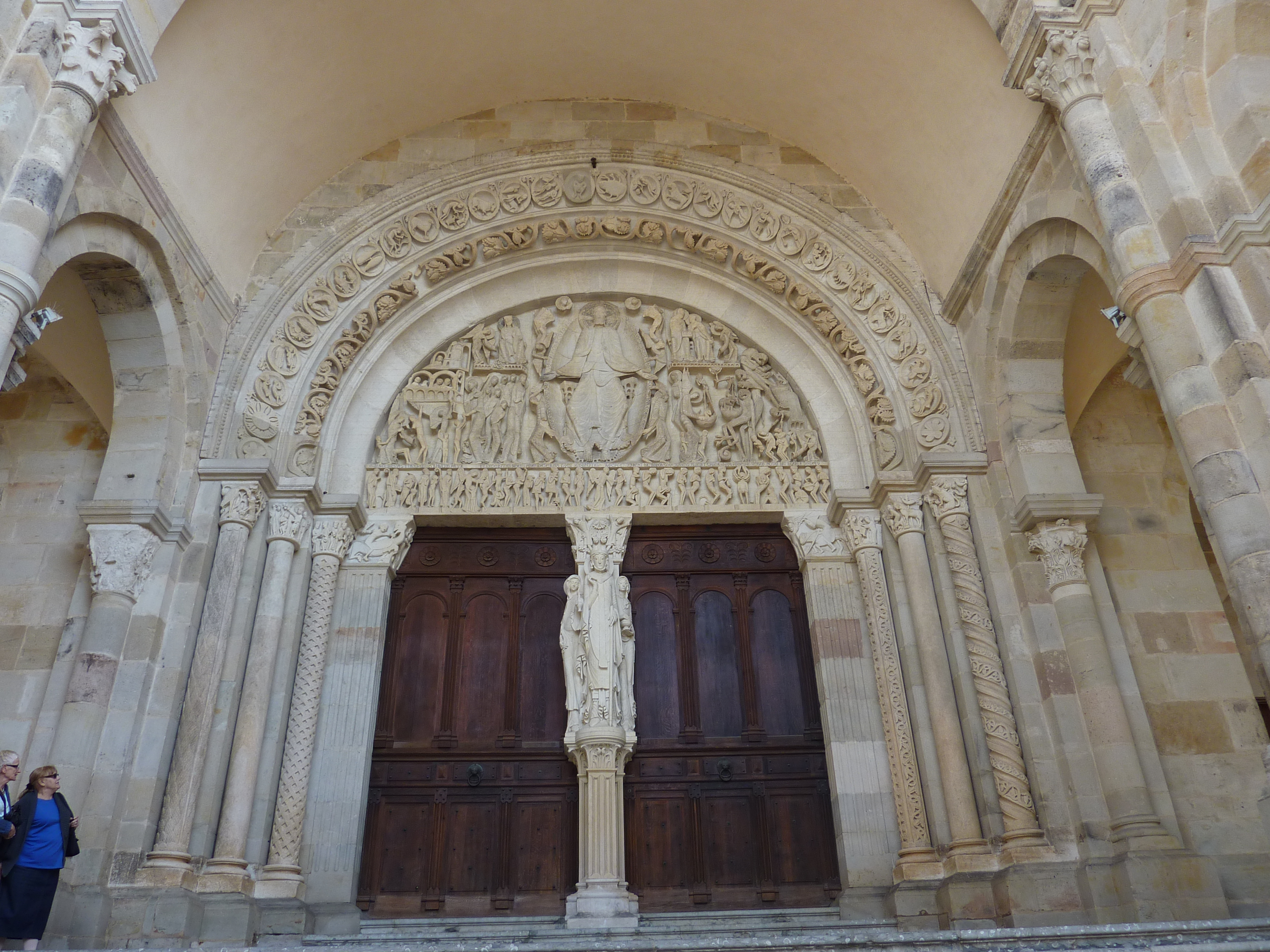
Portail - vue d'ensemble.

Le portail est l'élément le plus remarquable de la cathédrale. Il a été réalisé, au moins pour le Jugement dernier, par Gislebert, qui signe de son nom aux pieds du Christ (Gyslebertus hoc fecit).
La scène centrale montre le Christ en gloire. Elle surmonte un linteau. Elle est entourée de deux arcades, l'externe comprenant de nombreux médaillons figuratifs, avec des représentations des signes zodiacaux et des travaux aux différents mois de l'année. Le tout repose sur des colonnes à chapiteaux historiés.

#### Tympan du Jugement dernier
Le tympan a été restauré de juin à octobre 2009 : les sculptures ont été rénovées à l'aide de micro-lasers et micro-sablage, avec des tampons aux solvants adaptés à la nature de la pierre. La teinte noirâtre d'une des voussures a disparu. Sept fragments des réserves du Musée Rolin ont retrouvé leur place, dont une mèche du Christ, dont la tête a été légèrement repositionnée. Cette opération a coûté 110 000 euros dont 20 000 pour un système anti-pigeons utilisé également à Fribourg et Berne. Le tympan restauré a été inauguré le 13 novembre 2009 en présence des autorités départementales et épiscopales.

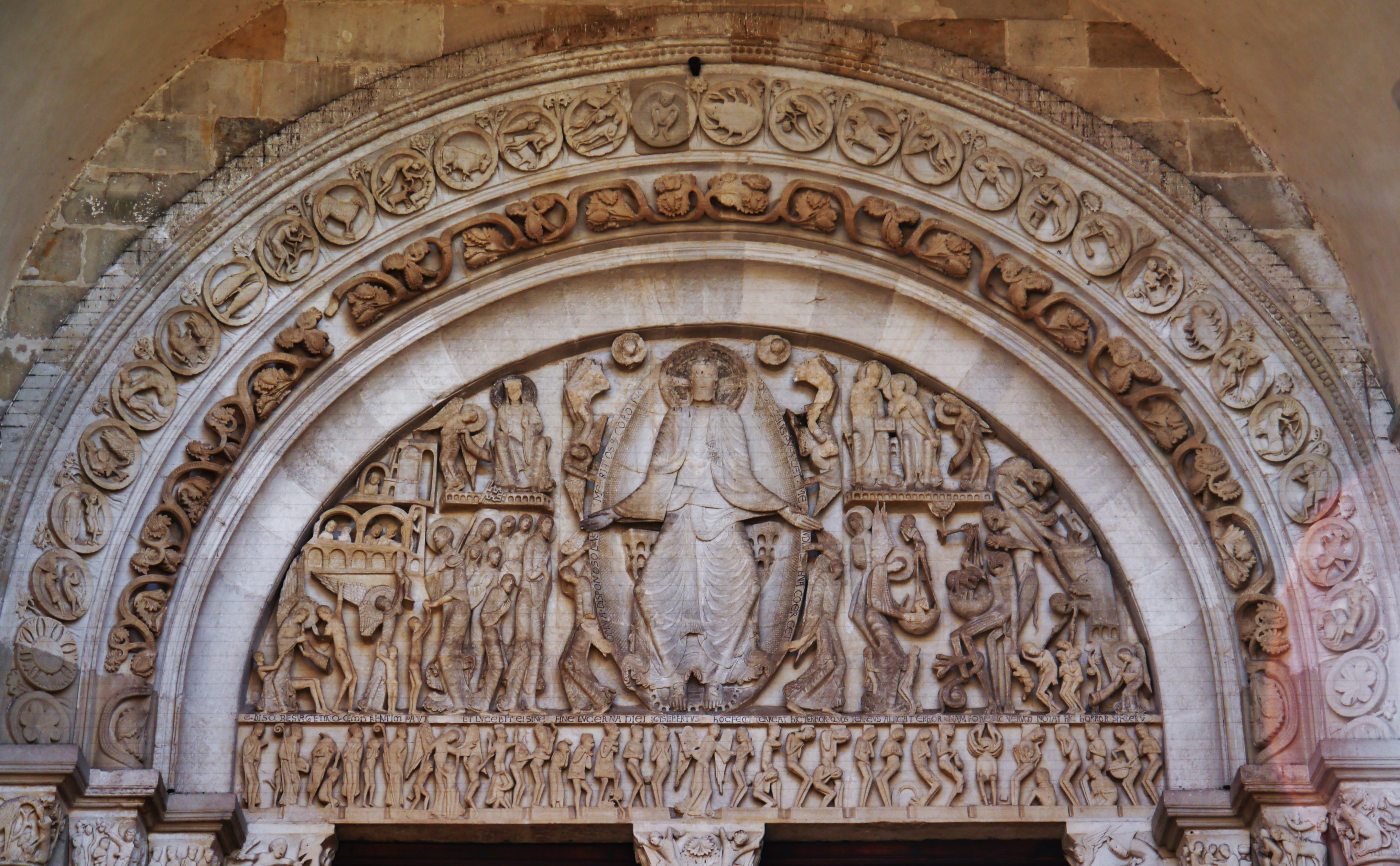
Le tympan restauré, en 2016. À gauche, les élus (à la droite du Christ), entrent au Paradis. Au centre, le Christ en mandorle. À droite, les damnés (à la gauche du Christ), sauvés par saint Michel.

La scène centrale représente le Jugement dernier, avec le Christ en mandorle immense et dominant la scène :
- à sa droite, saint Pierre (reconnaissable à sa clef) fait entrer les justes au Paradis ; au-dessus, une grande place est faite à la Vierge Marie intercédant ;
- à la gauche du Christ a lieu la pesée des âmes : incarnant le poids des péchés, des démons pèsent sur le plateau de la balance (en fait, une sorte de cabas tressé), mais ce poids est trop faible et le plateau, portant l'âme en position d'adoration, est malgré tout accueilli dans les mains de l'archange saint Michel.

On a donc une représentation optimiste du Jugement dernier, en cohérence avec l'époque prospère de sa réalisation.
Jugé barbare par les chanoines, le tympan fut plâtré en 1766, ce qui préserva l'ouvrage de possibles dégradations lors de la Révolution française. Peu après le passage de Stendhal à Autun, d'autres chanoines le dégagèrent, sans la tête qui manquait au Christ. Ce n'est qu'après la Seconde Guerre mondiale que le chanoine Denis Grivot la retrouva et la remit à sa place.

#### Linteau
Sous le tympan, le linteau représente les âmes au Jugement dernier. On y retrouve les éléments classiques de ce sujet :
- la résurrection des morts, dont certains se cachent déjà le visage, d'autres portant les emblèmes du pèlerin (coquille Saint-Jacques) ;
- la femme aux seins mordus par les serpents, représentant la Luxure ;

Linteau du tympan
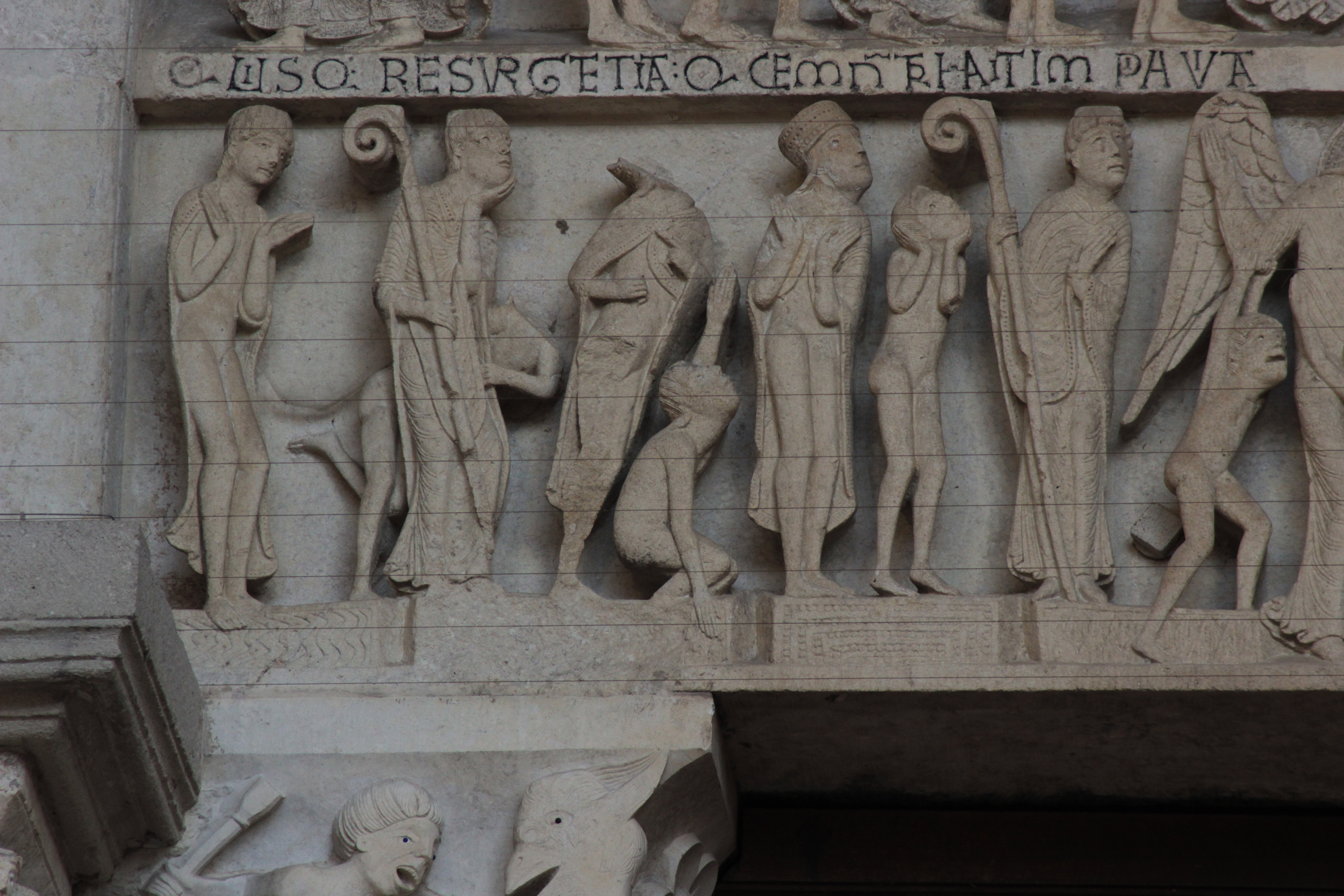
Bandeau inférieur : les âmes des justes en attente du jugement.
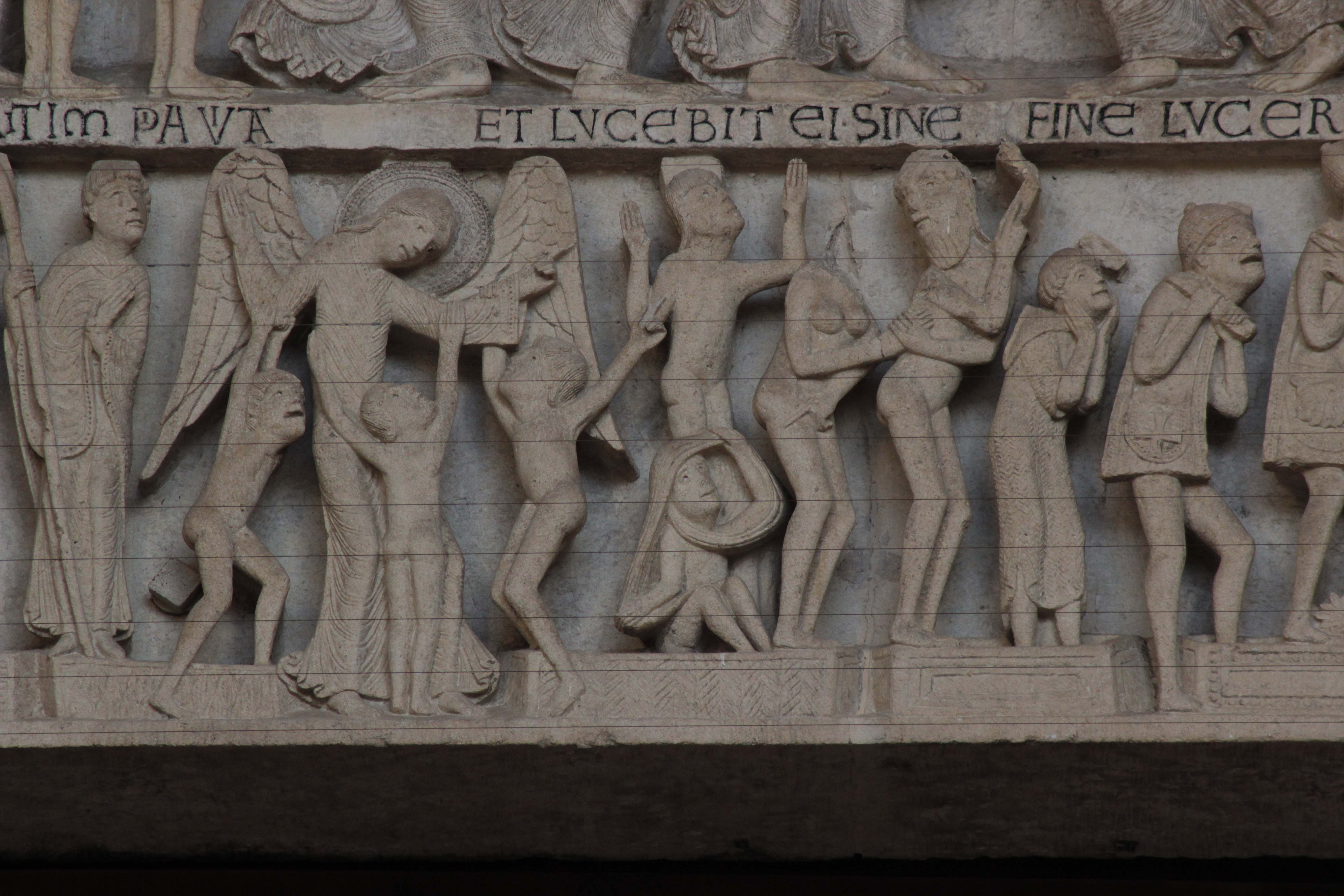
Âmes en jugement : un ange sauve trois enfants.
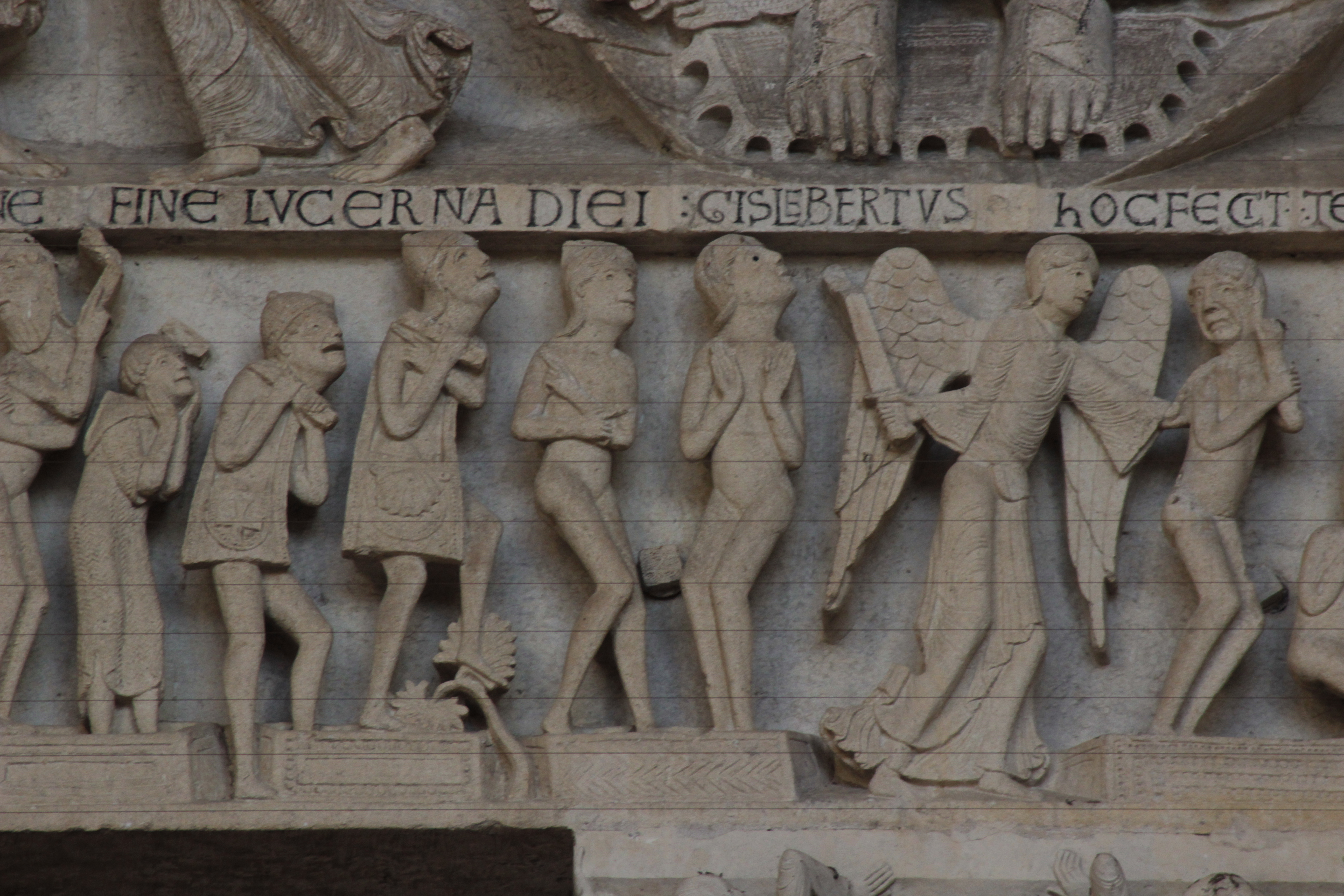
Au centre, Adam et Ève nus aux pieds du Christ.
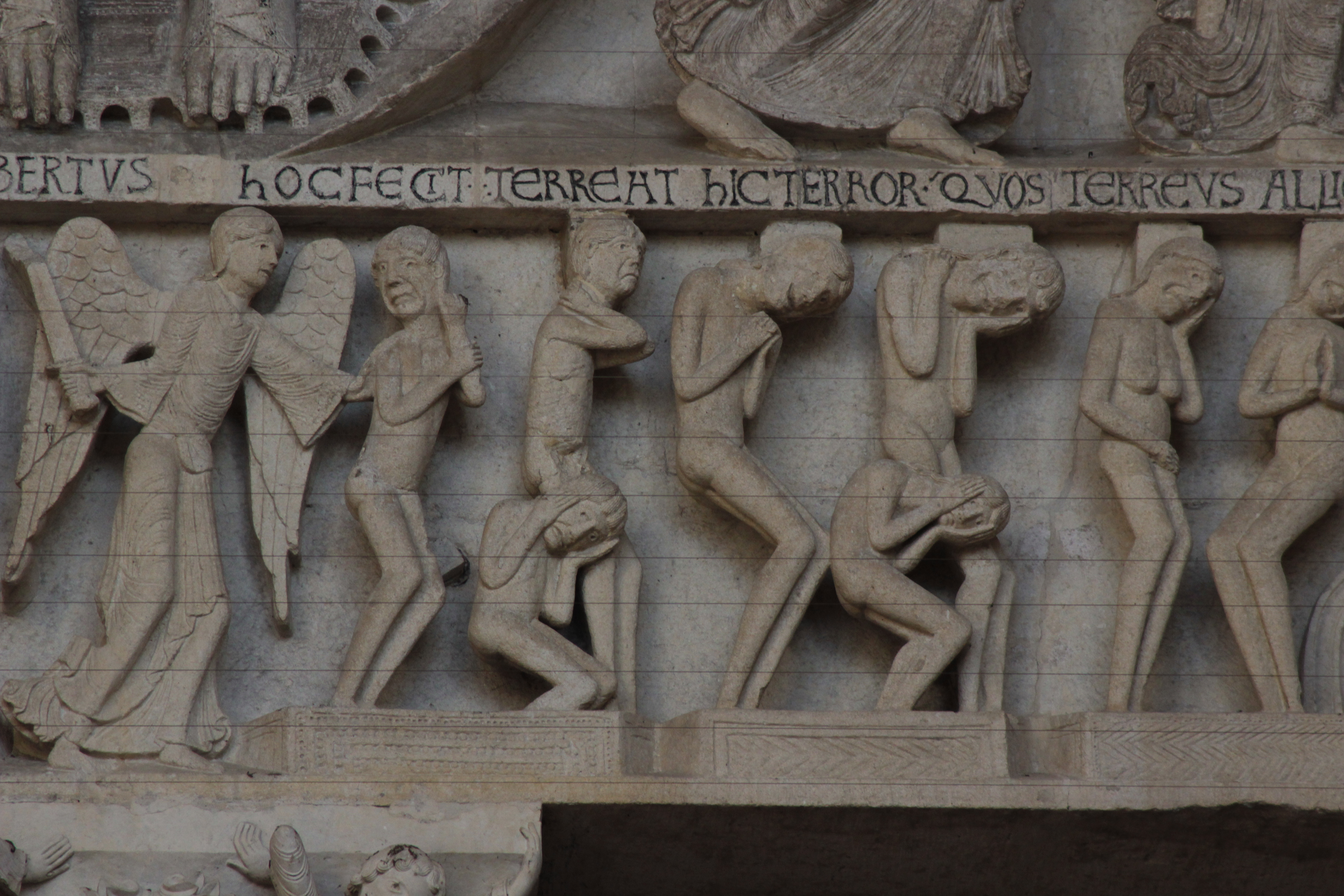
Un ange armé d'une épée chasse les damnés vers la gauche du Christ.
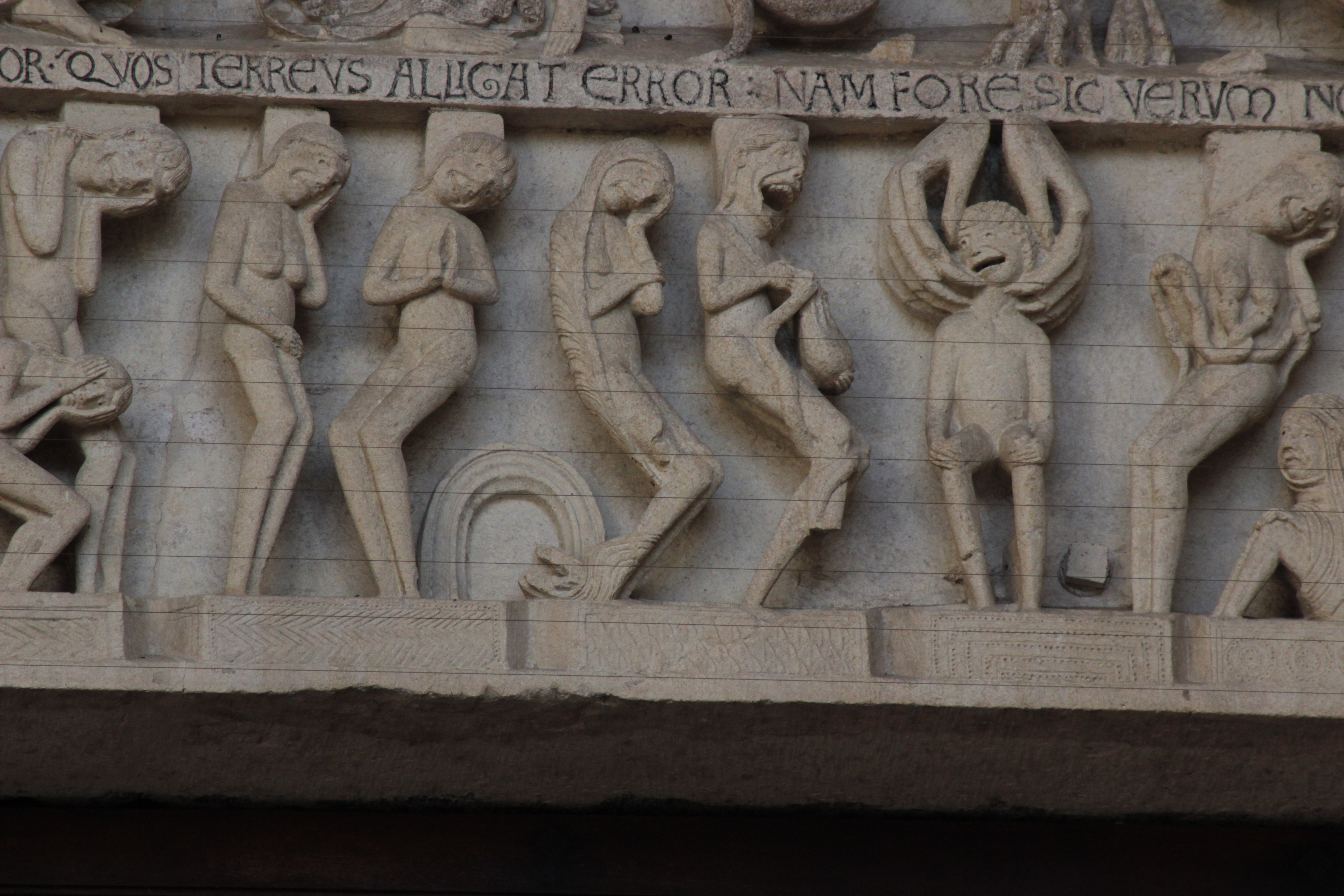
Les démons se saisissent des damnés pour les entraîner aux enfers.
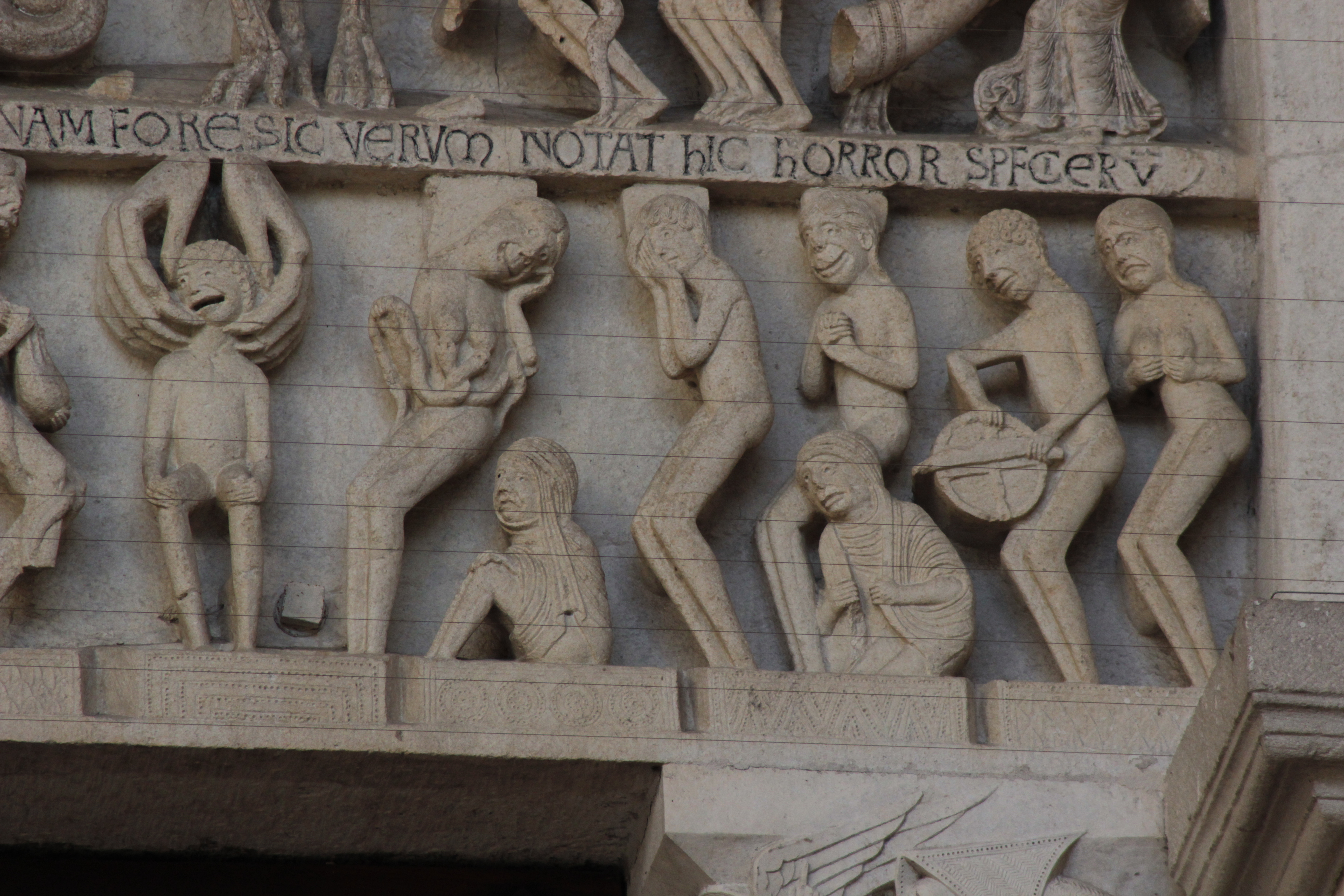
Les morts sortent des tombeaux. Femme aux seins mordus par des serpents.

#### Zodiaque et travaux des mois
Le tympan est bordé sur l'extérieur par une série d'une trentaine de médaillons circulaires, où alternent des scènes de saison et des signes astrologiques. De gauche à droite, et dans le sens des aiguilles d'une montre, on y reconnaît :
1. Motif floral à six pétales ;
2. Disque (représentant le Soleil?) d'où rayonnent alternativement huit épis et huit feuilles ;
3. Le prévoyant portant un épi, l'imprévoyant pleurant dans ses vêtements ;
4. Le sage (en habit de prêtre ?) et le fou (dénudé) ;
5. Janvier : un paysan se coupe un morceau de pain en se chauffant au feu ;
6. Verseau : un personnage vêtu d'une simple cape (aux bains?) verse de l'eau ;
7. Février : un paysan assis sur une chaise se chauffe au coin du feu ;
8. Poisson : deux poissons tête-bêche, capturés par une même ligne de pêche ;
9. Mars : un paysan taille la vigne (ou un arbre fruitier?)[14] ;
10. Bélier : un bélier passant contourné ;
11. Avril : un paysan nourrit une chèvre et un mouton (pour les mener aux champs?)[15] ;
12. Taureau : un taureau passant contourné ;
13. Mai : un chevalier banneret se prépare à l'exercice[16] : il mène son cheval, derrière lui on voit son bouclier et sa bannière accrochée à une lance ;
14. Gémeaux : deux jeunes hommes nus tenant chacun une bannière ;

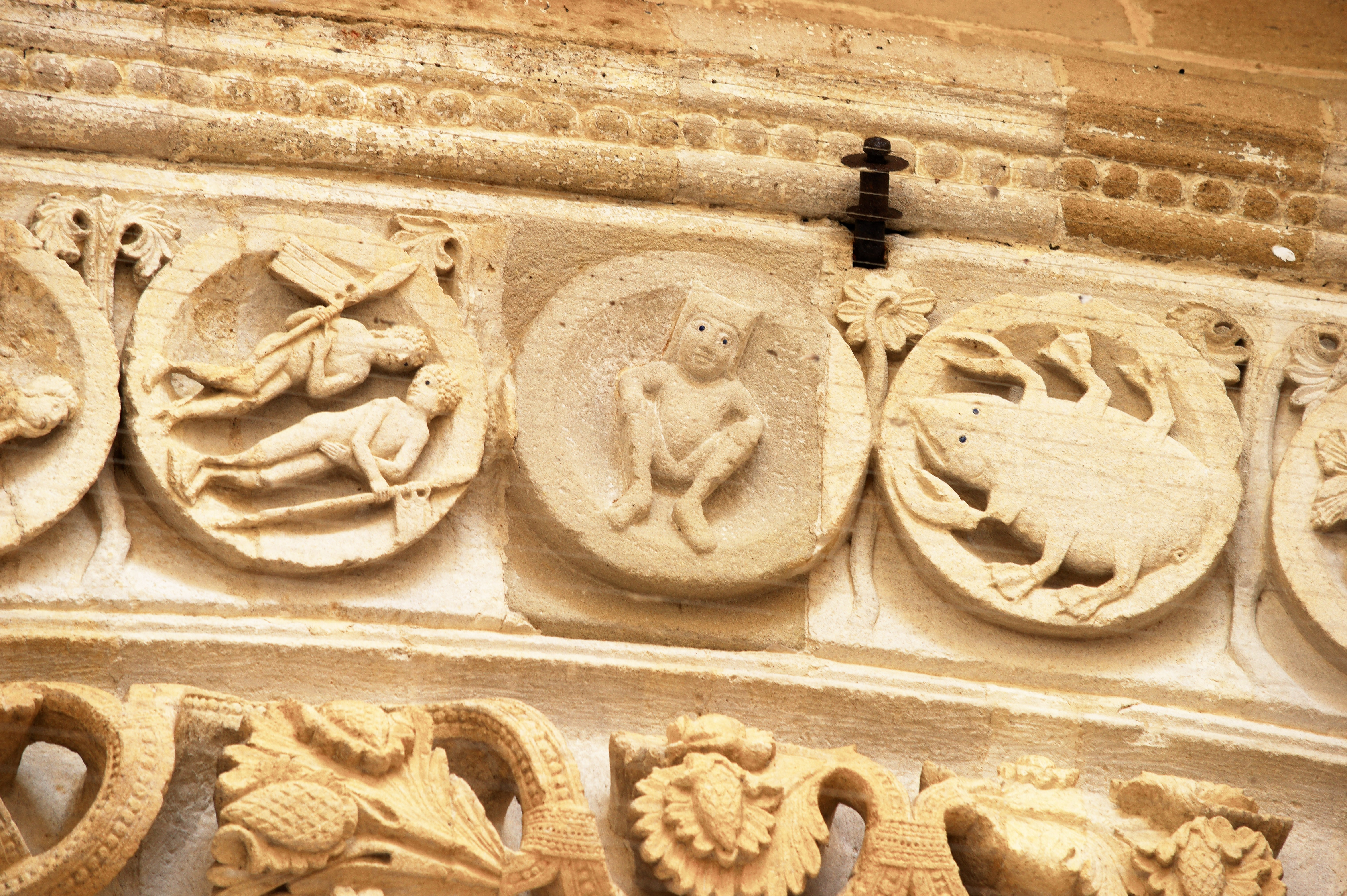
Personnage central entre Gémeaux et Cancer, contemplant l'année.

1. Solstice d'été : un personnage assis règne sur le cycle annuel. Ce personnage représenterait l'année, conformément à une enluminure dans un manuscrit roman, le Chronicon zweifaltense minus (folio 6v.)[17] ;
2. Cancer : une écrevisse énorme ;
3. Juin : un personnage cueille et mange les fruits des arbres ;
4. Lion : un lion passant ;
5. Juillet : la récolte du foin[16], un homme aiguise sa faux[18] ;
6. Vierge : un ange ;
7. Août : le battage du blé, un homme tient un fléau sur des gerbes de blé liées[19]. Il est torse nu, les braies nouées pour éviter les piqures du blé[16] ;
8. Balance : une femme vérifie l'équilibre d'une balance ;
9. Septembre : un homme foule le raisin qu'il récolte de la main gauche[20],[16] ;
10. Scorpion : un « scorpion », figuré par une sorte de crapaud à huit pattes ;
11. Octobre : un homme bat un chêne pour en faire tomber les glands pour nourrir ses cochons (droit de pasnage[16])[21] ;
12. Sagittaire : un centaure tire à l'arc ;
13. Novembre : ramassage du bois mort pour l'hiver, un homme porte un fagot sur son dos[16] ;
14. Capricorne : figure mythologique à tête de bouc, ailes d'aigle, et queue de poisson ;
15. Décembre : l'abattage des porcs[22] ;
16. Motif floral à six pétales symétrique du premier.

Scènes du tympan
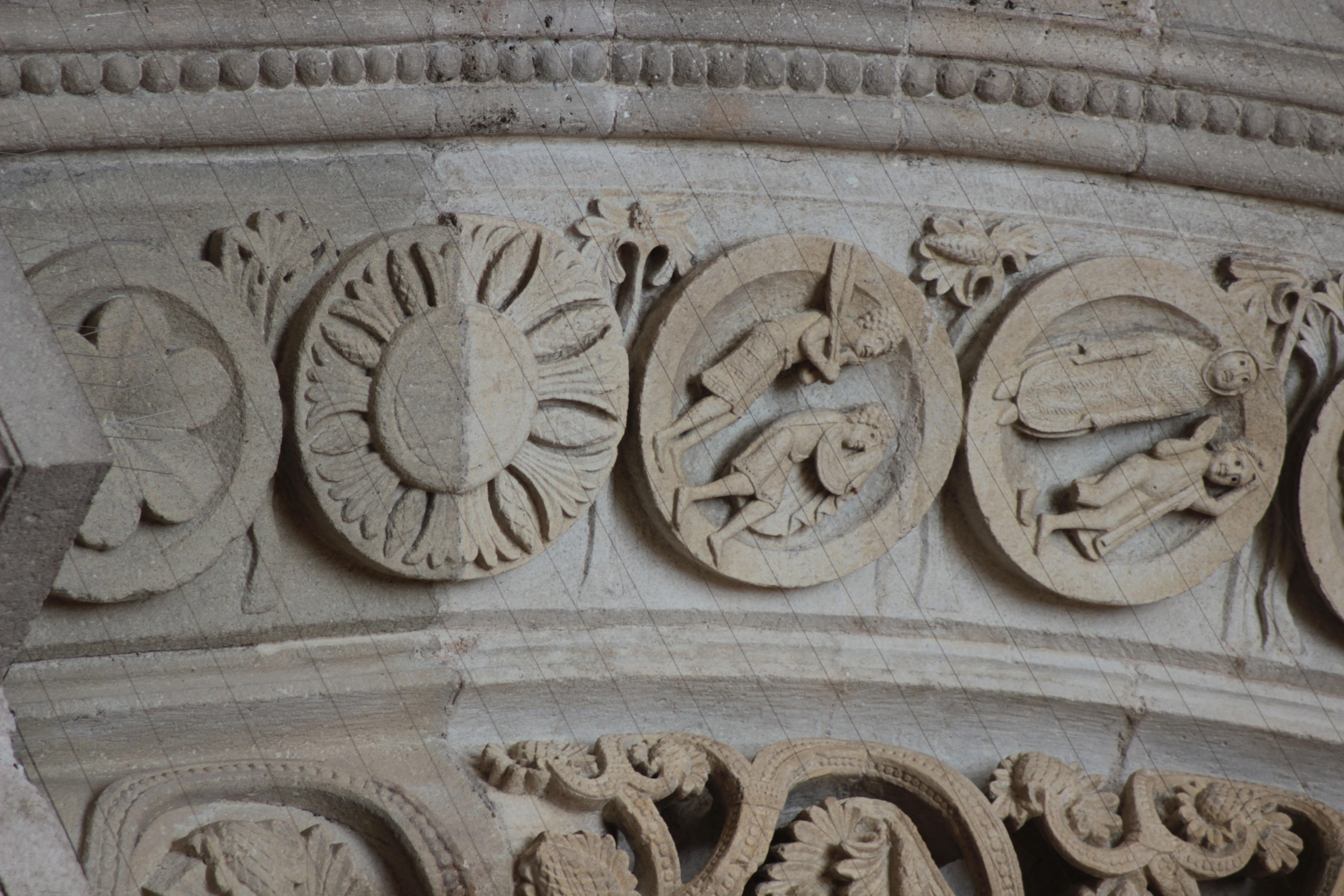
(1-4) Incipit au calendrier.
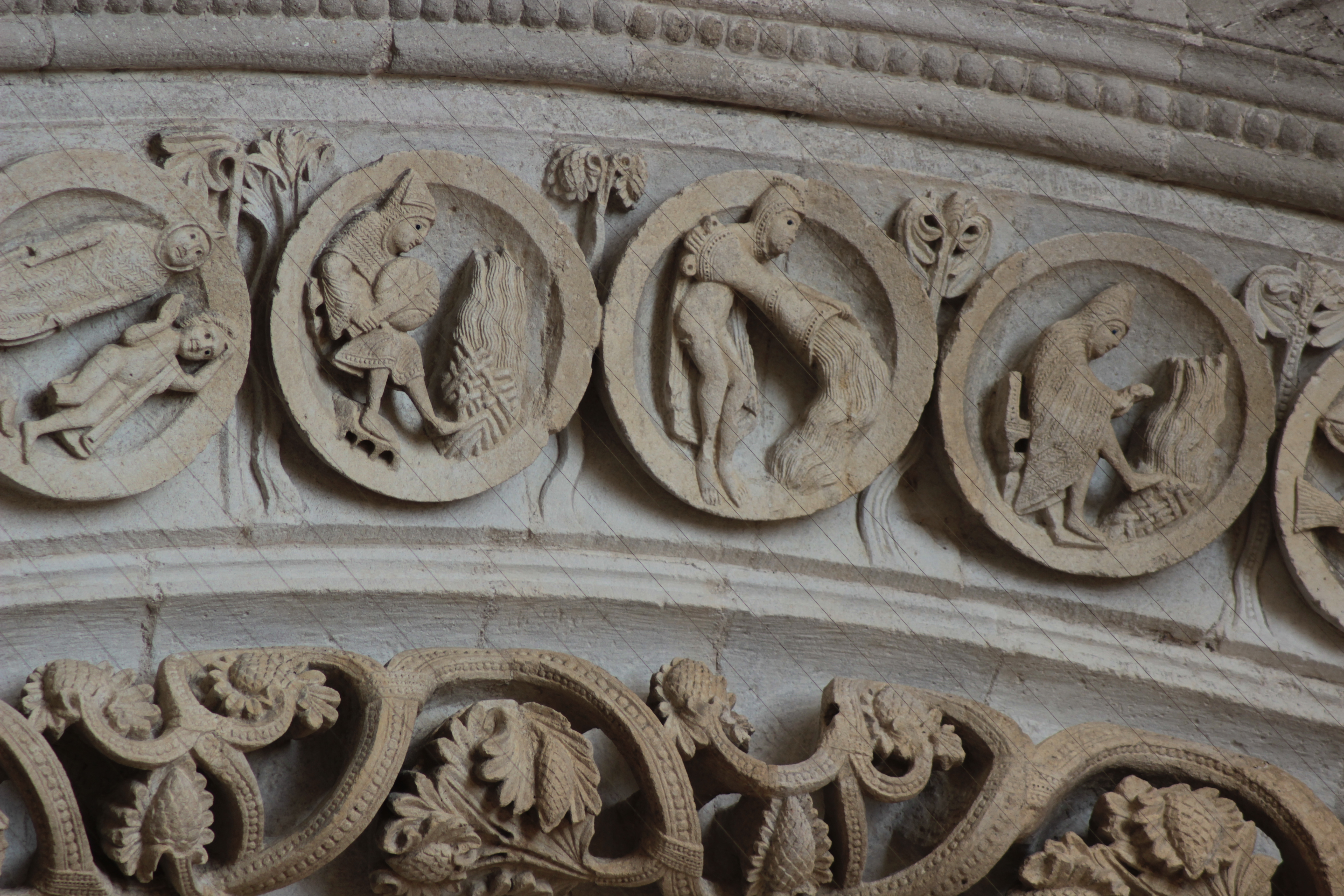
(5-7) Hiver : chauffage au coin du feu.
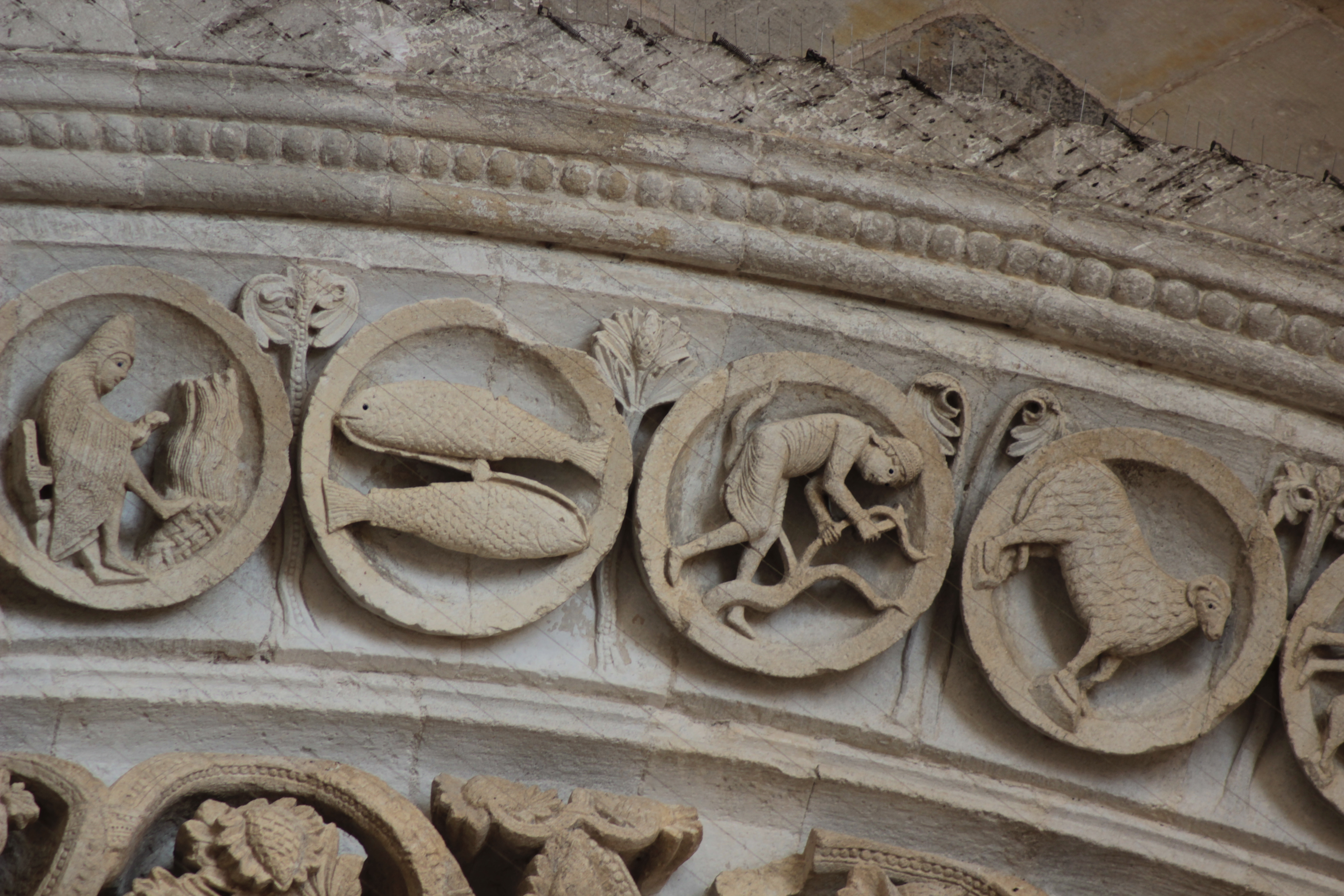
(8-10) Taille de la vigne (mars).
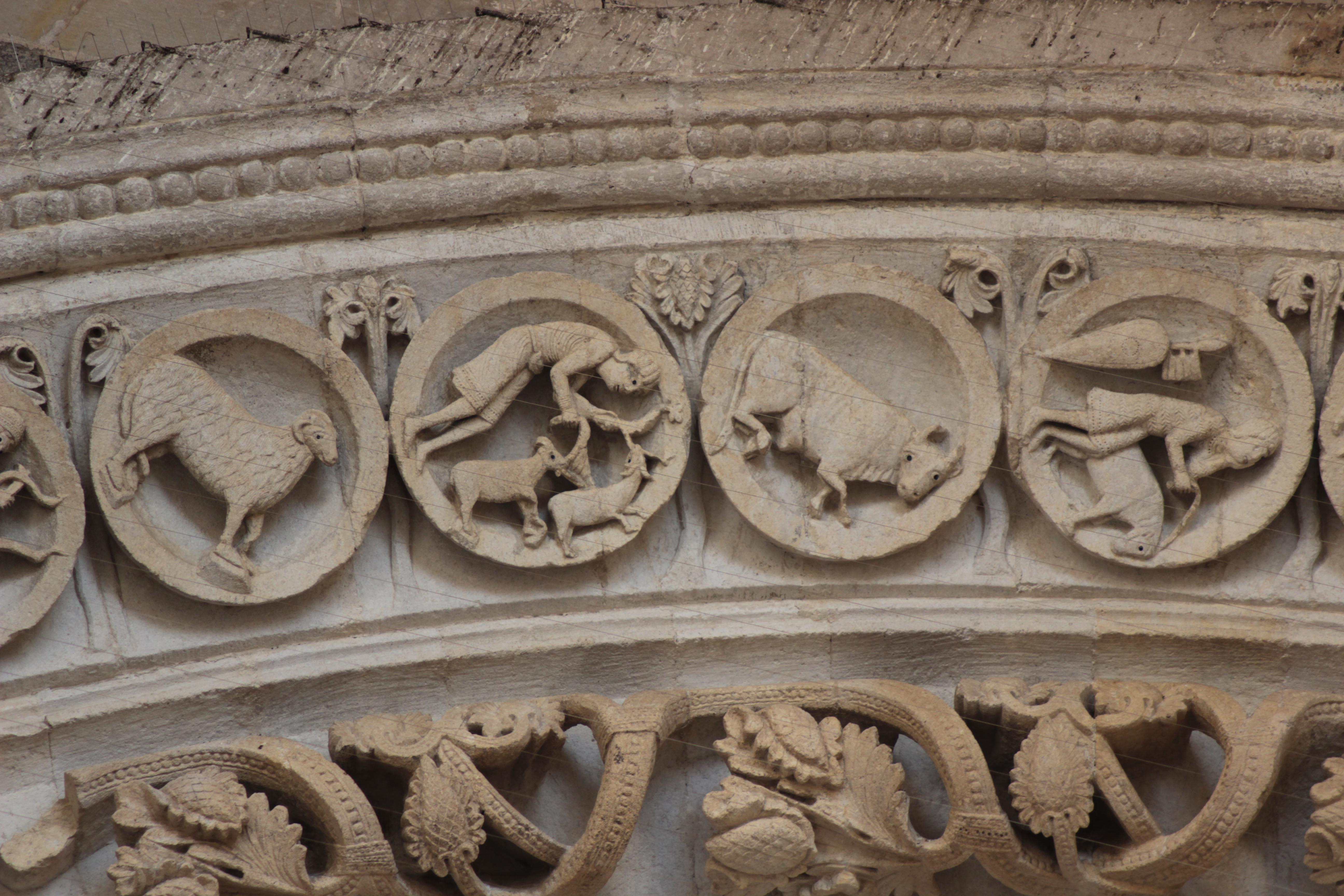
(11-13) Chevalier banneret en exercice.
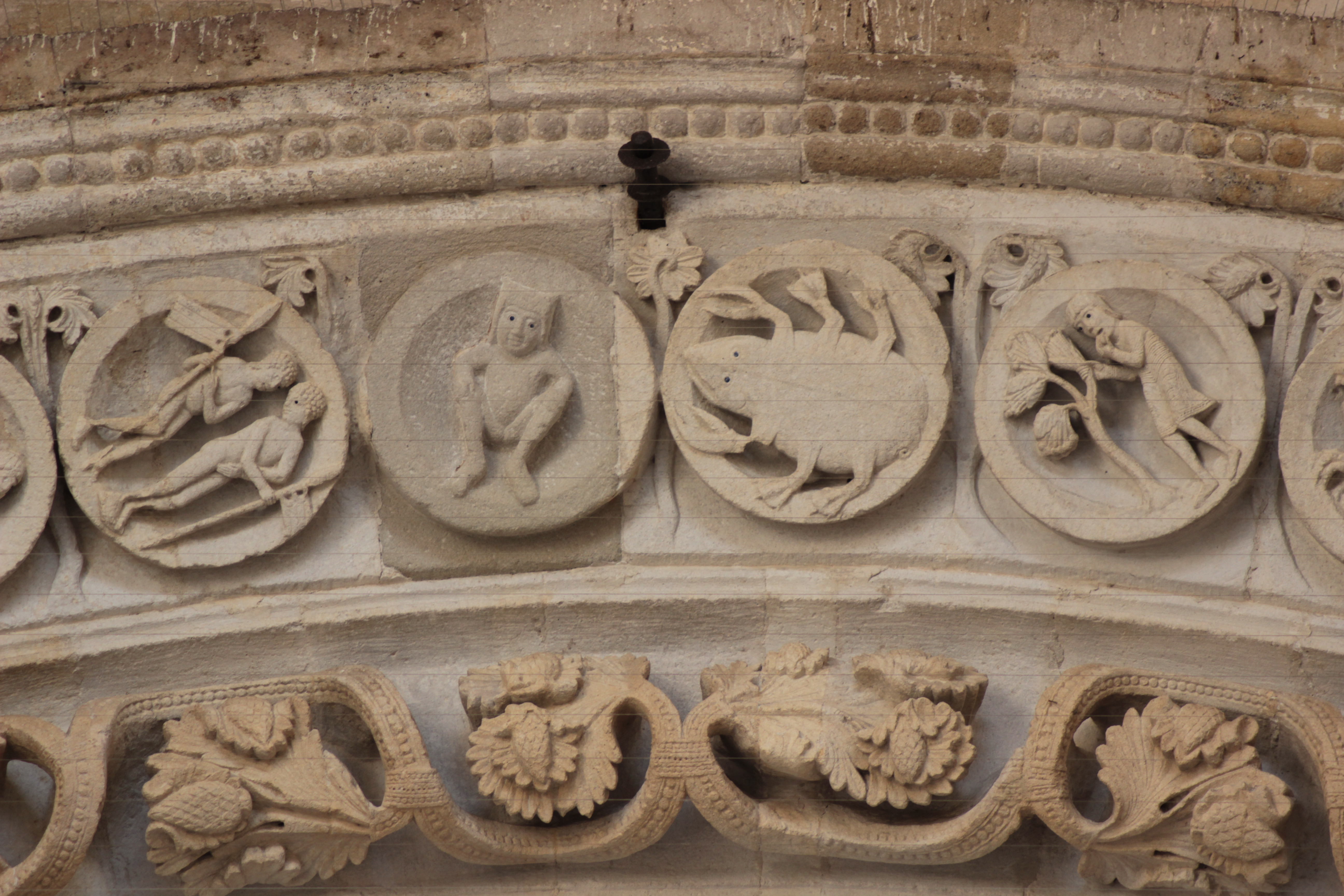
(14-17) Personnage assis - Cueillette des fruits (juin).
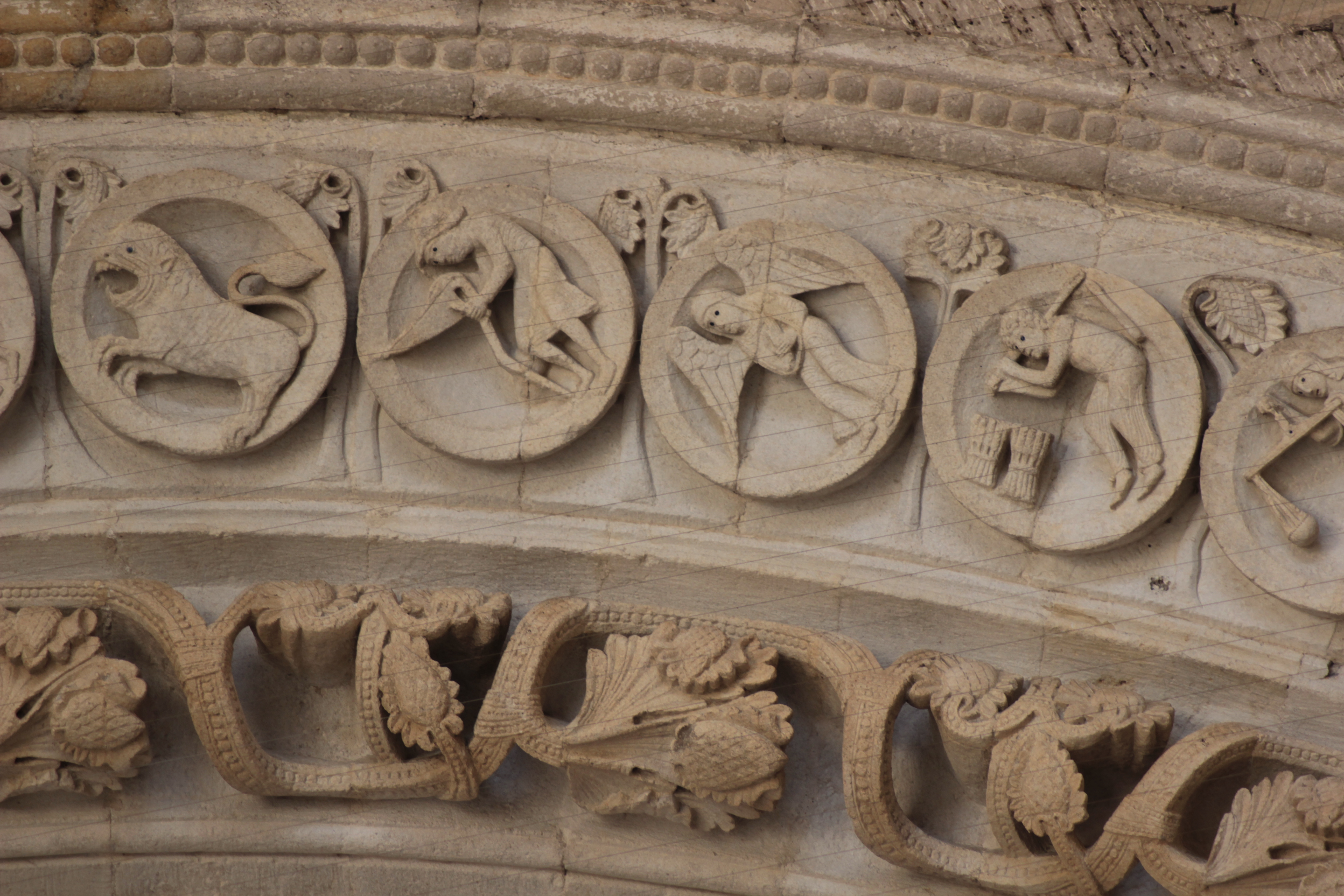
(18-21) Récolte et battage du blé.
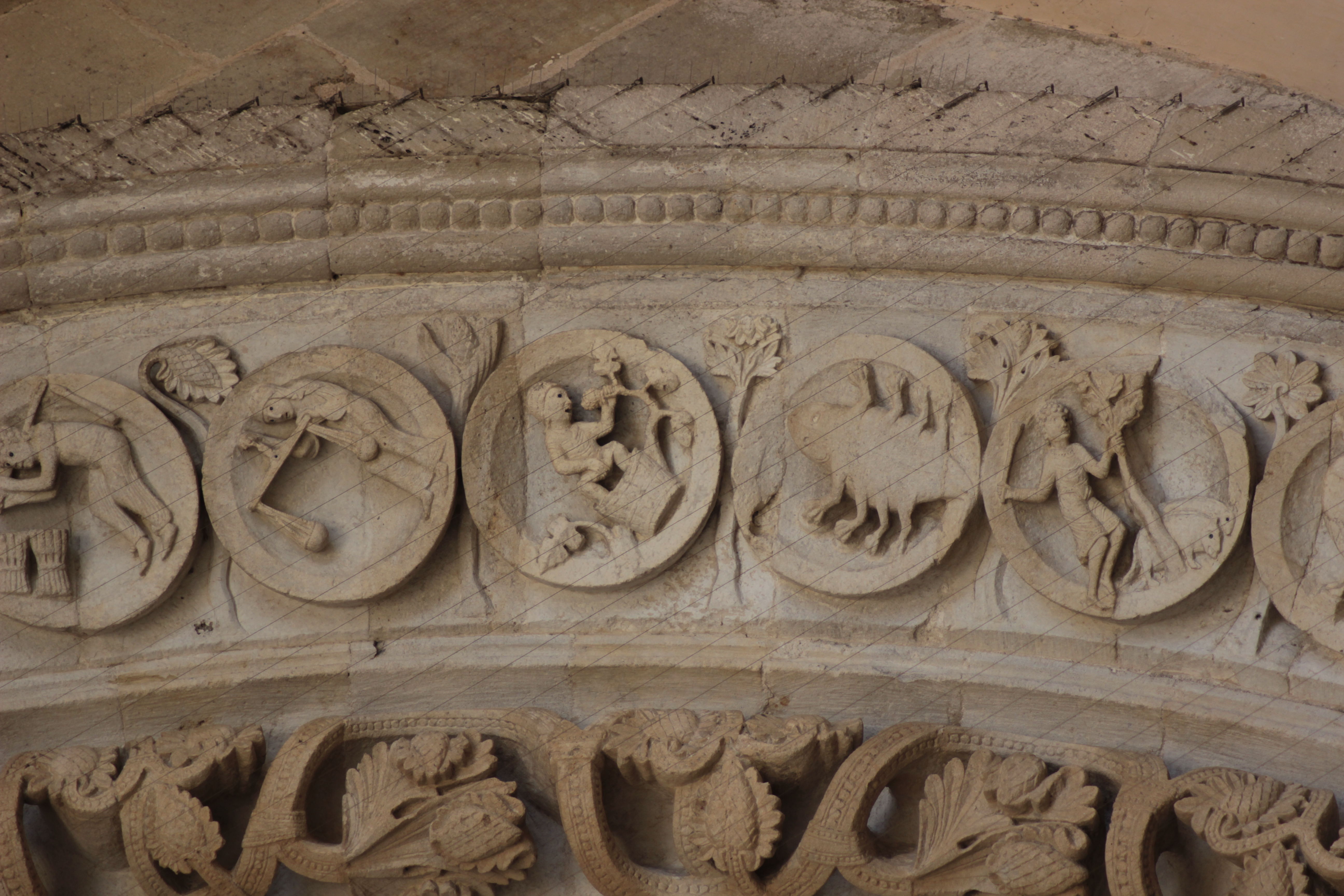
(22-25) Vendanges - Glandée.
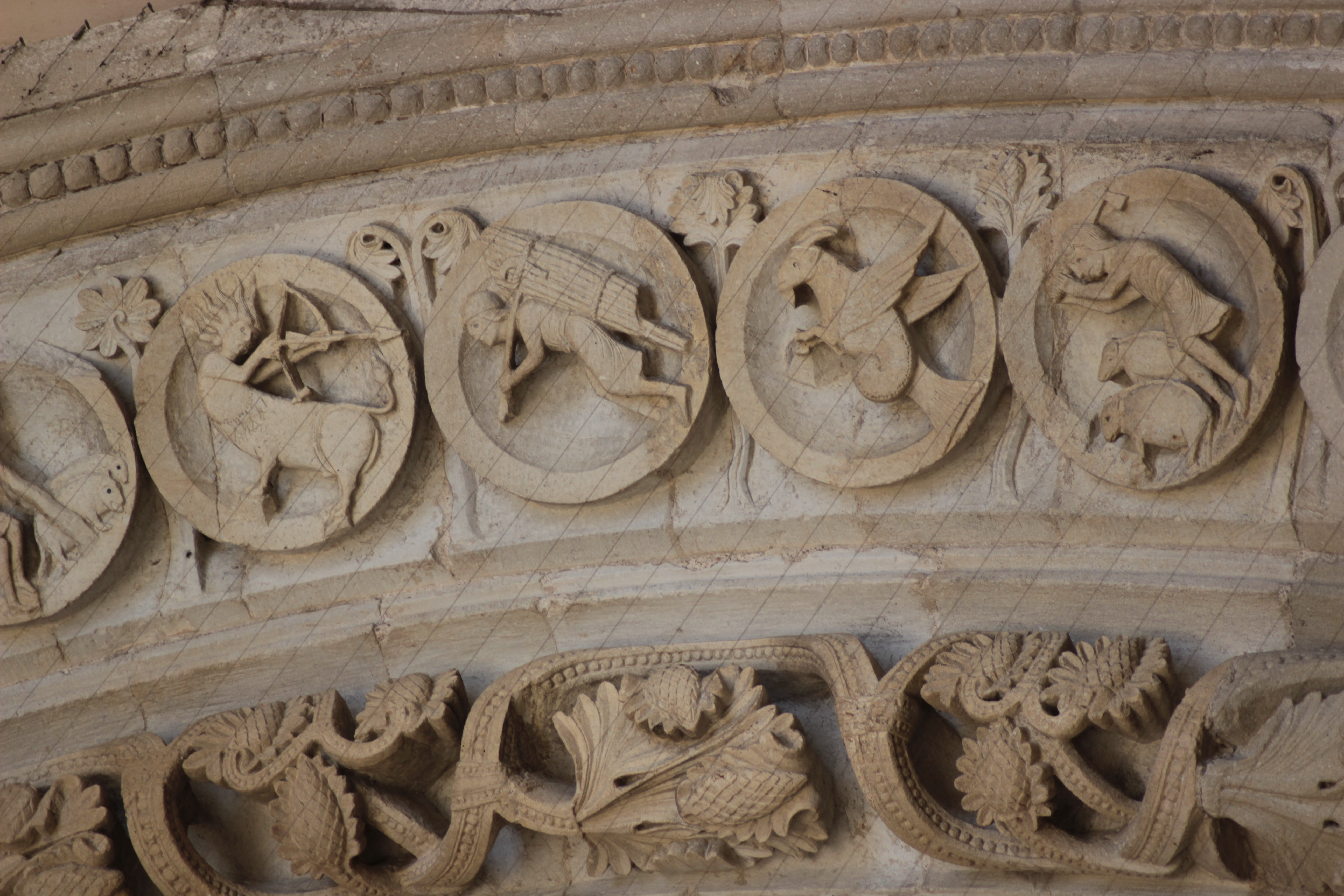
(26-29) Ramassage du bois - Abattage du porc.

#### Trumeau

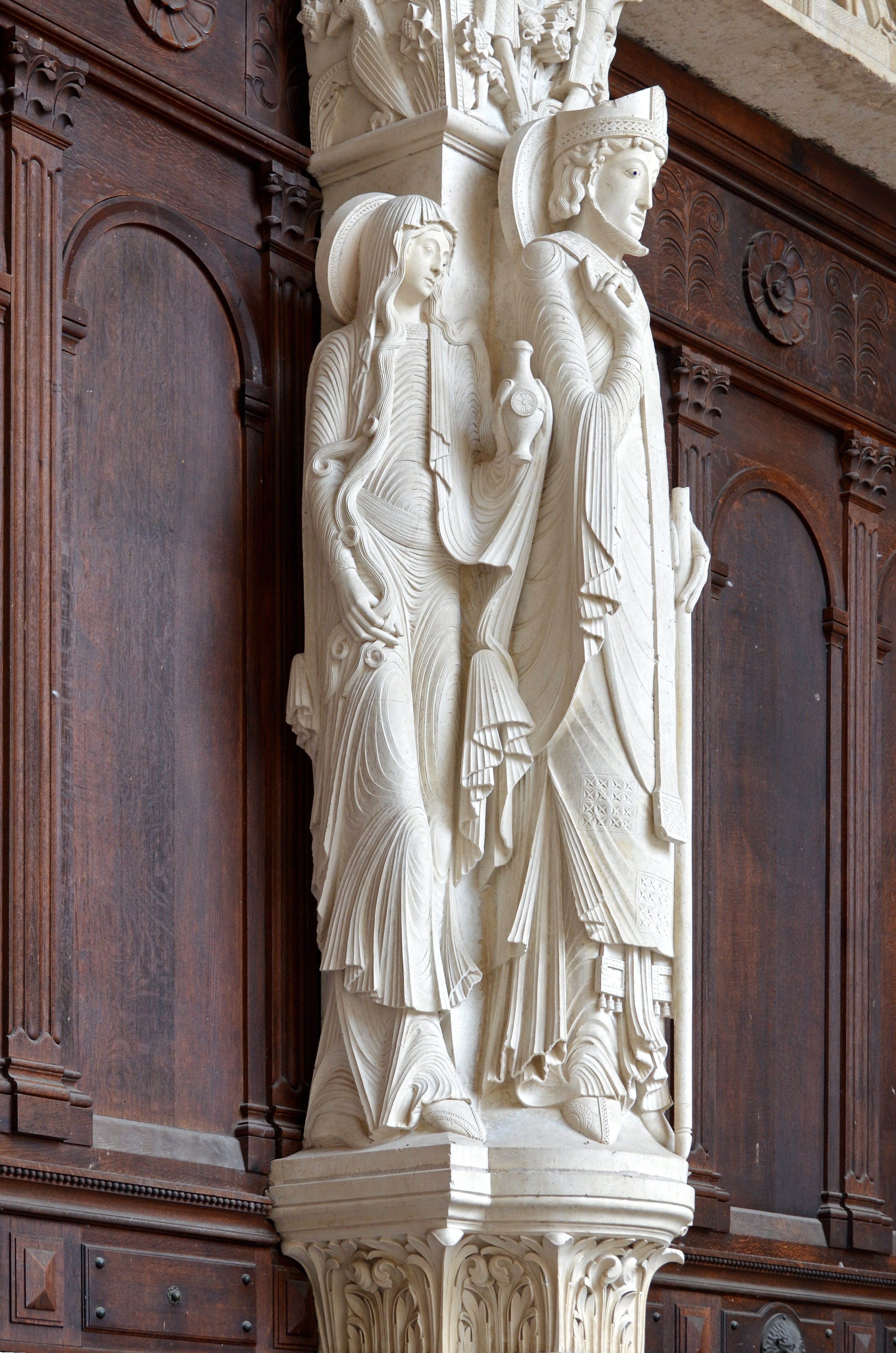
Trumeau du portail central.

Le trumeau, bien postérieur, puisqu'il date du XIXe siècle, représente saint Lazare et ses deux sœurs.

### Intérieur

#### Nef
Les vaisseaux central et latéraux sont en voûte brisée, non contrebalancées à l'origine par des arcs-boutants, rendant l'ensemble assez instable. Ces derniers ont été rajoutés au XIIIe siècle.
Des chapiteaux historiés ornent les colonnes de la nef centrale. Bien que remarquables, ils sont assez peu visibles du fait de leur éloignement et de la relative pénombre.

#### Chœur
Le chœur a été refait au XVe siècle en style gothique et les vitraux datent des XIXe et XXe siècles.
Le retable Noli me tangere est le seul retable du XVIe siècle de la cathédrale. Sainte Marie-Madeleine et le Christ se dressent de part et d'autre d'un arbre supportant les armoiries des commanditaires. Sur le phylactère partiellement brisé est retranscrite la phrase que prononce Jésus à l'intention de Marie-Madeleine : « Noli me tangere » (« Ne me touche pas »).

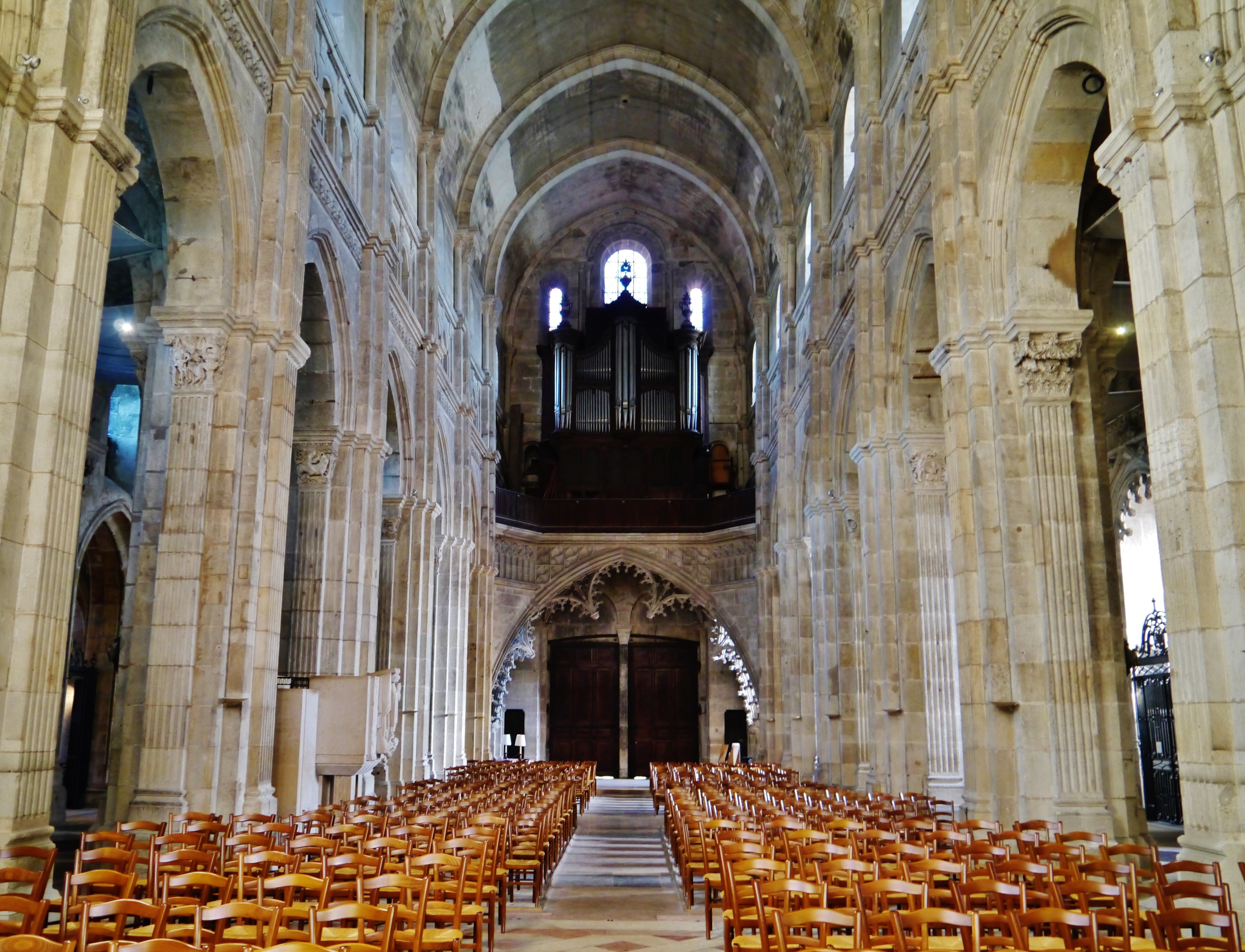
Nef et orgue.
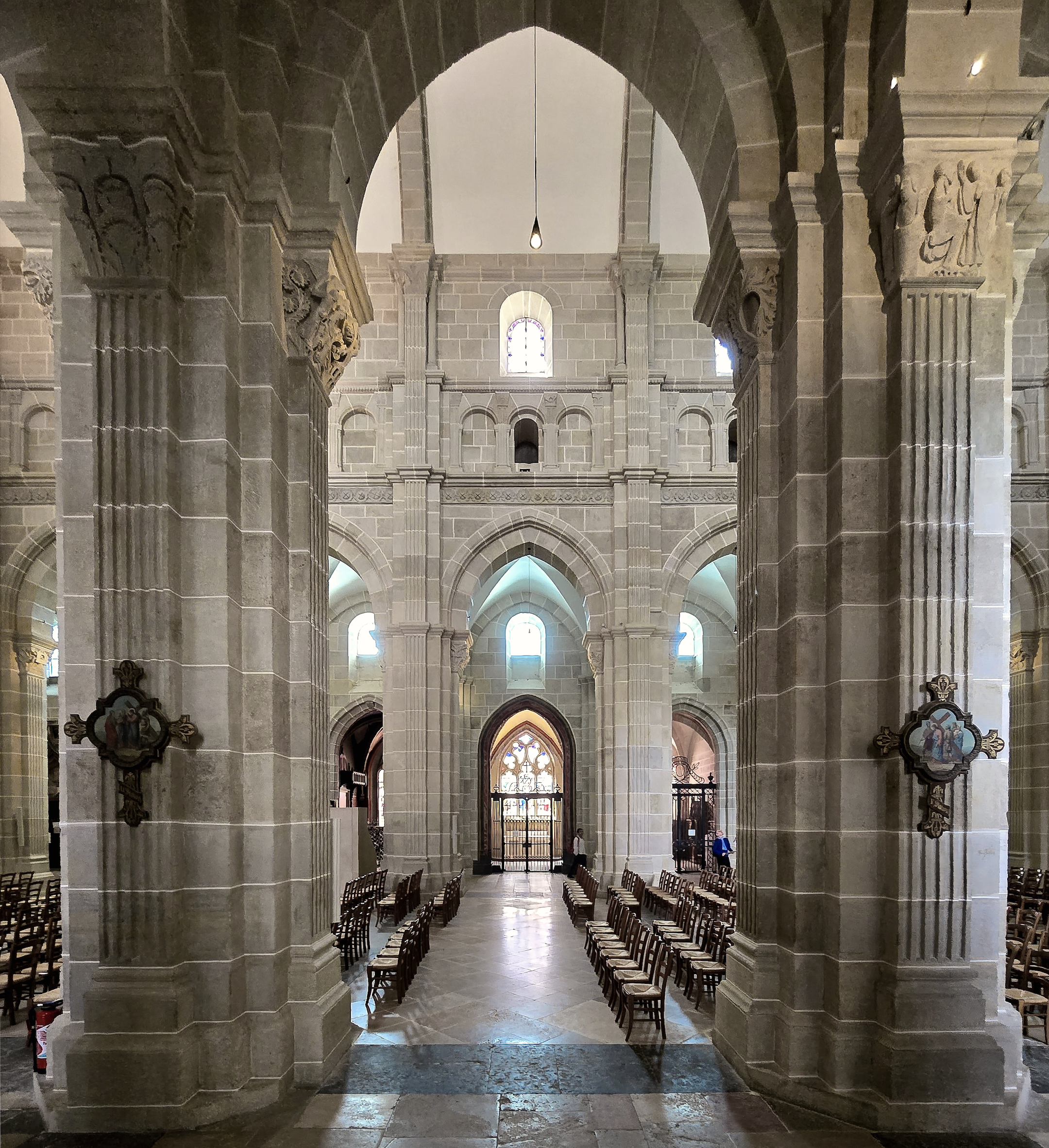
Piliers de la nef.
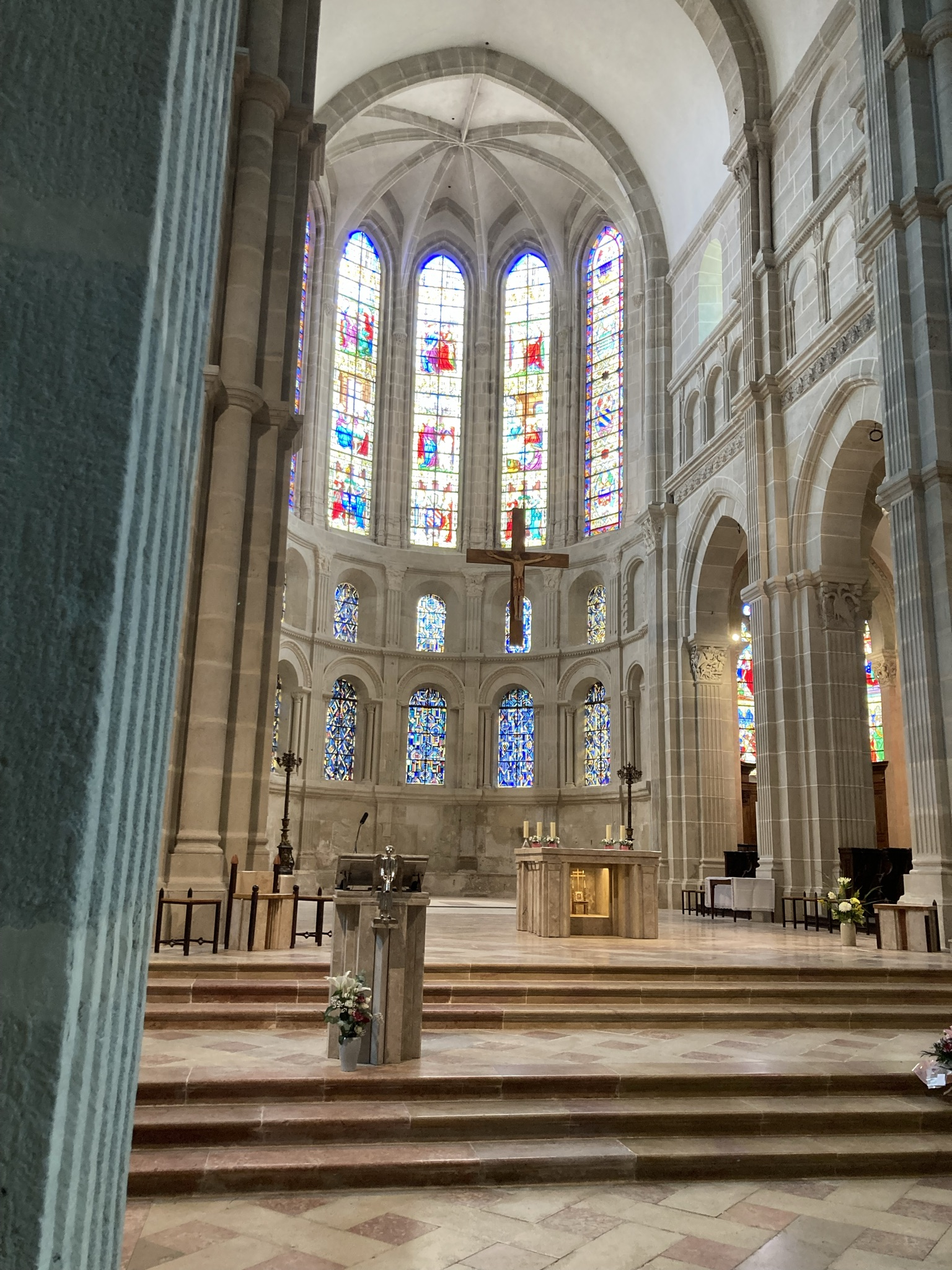
Le chœur.

### Vitraux
Les vitraux, datant de 1868, fabriqués par l'atelier Lusson de Paris, représentent la vie de saint Léger (616–678), évêque martyr d'Autun, illustrant sa consécration comme évêque, sa présentation au roi des Francs Childéric II, son arrestation par les soldats d'Ébroïn, maire du palais et rival de saint Léger et sa décapitation. Peu avant l'entrée de la salle capitulaire, se trouvent les statues funéraires de Pierre Jeannin et d'Anne Guéniot qui sauvèrent de nombreuses vies lors du massacre de la Saint-Barthélemy. Le tombeau de l'ancien président du Parlement de Bourgogne, décédé en 1623, et de son épouse a été détruit lors de la Révolution française, mais leurs statues, transférées hors de la cathédrale, y ont été replacées en 1807.

### Œuvres d'art
La cathédrale possède un grand tableau de Dominique Ingres représentant le Martyre de saint Symphorien, situé à l'entrée de la sacristie. Un autre tableau, de François-Joseph Heim, La Résurrection de Lazare, est représentatif du renouveau de la peinture religieuse en France au XIXe siècle, même s'il illustre le saint Lazare de l'Évangile et non Lazare d'Aix, qui est le saint honoré dans cette cathédrale. Une Pietà, œuvre du Guerchin et un Christ mort de Daniel Seyter sont également présentés dans la cathédrale.

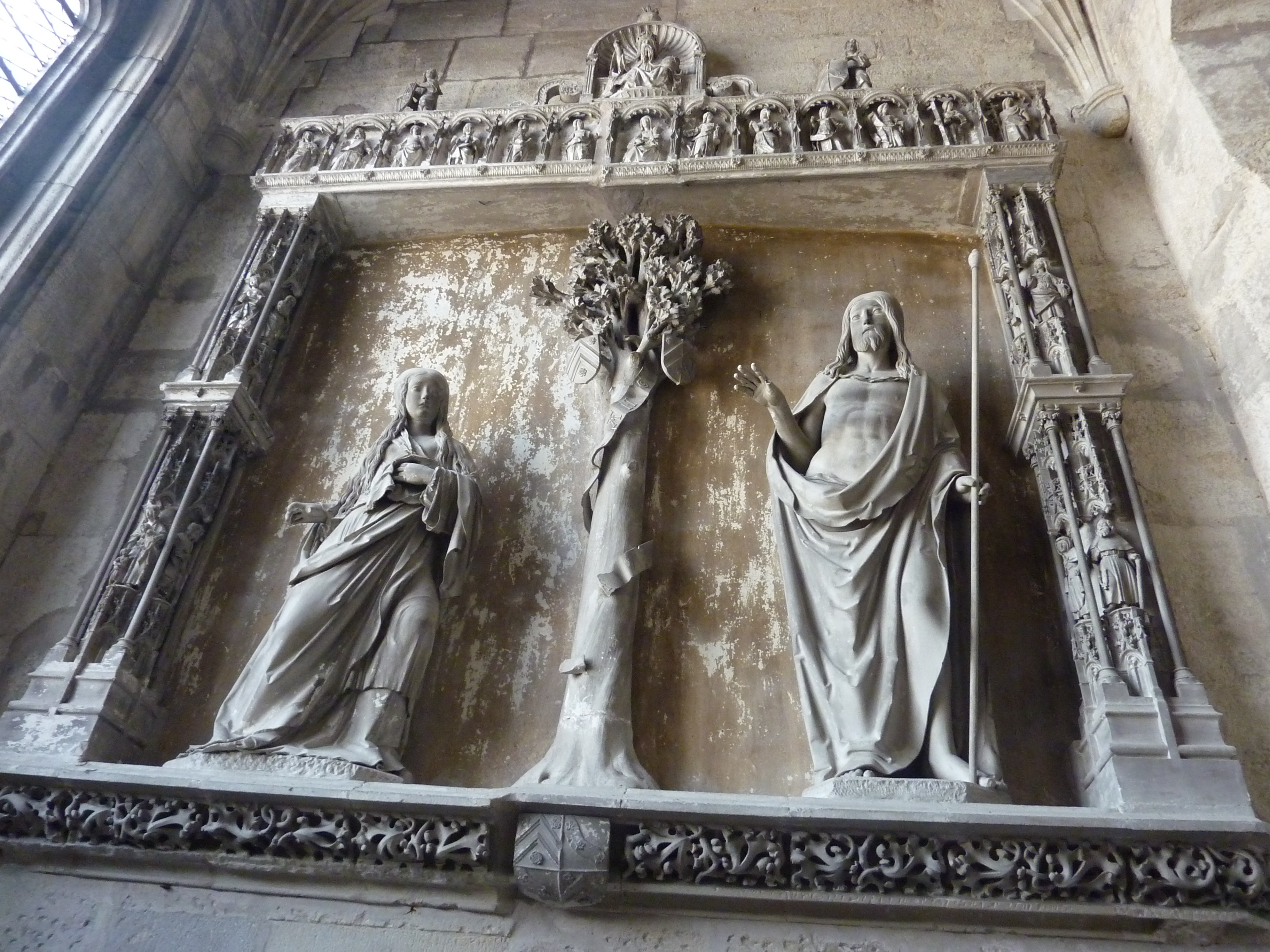
Noli me tangere, partie d'un retable du XVIe.
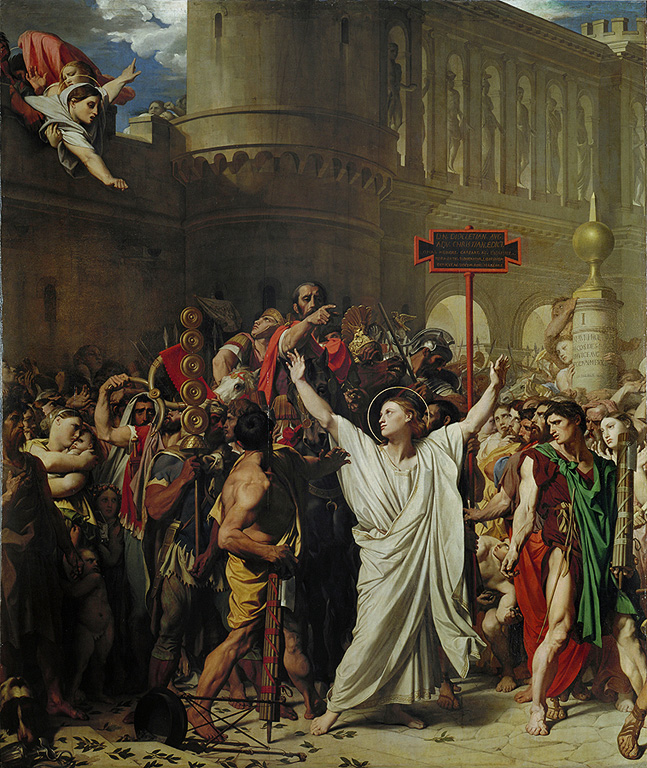
Le Martyre de saint Symphorien, huile sur toile de Dominique Ingres (1834).
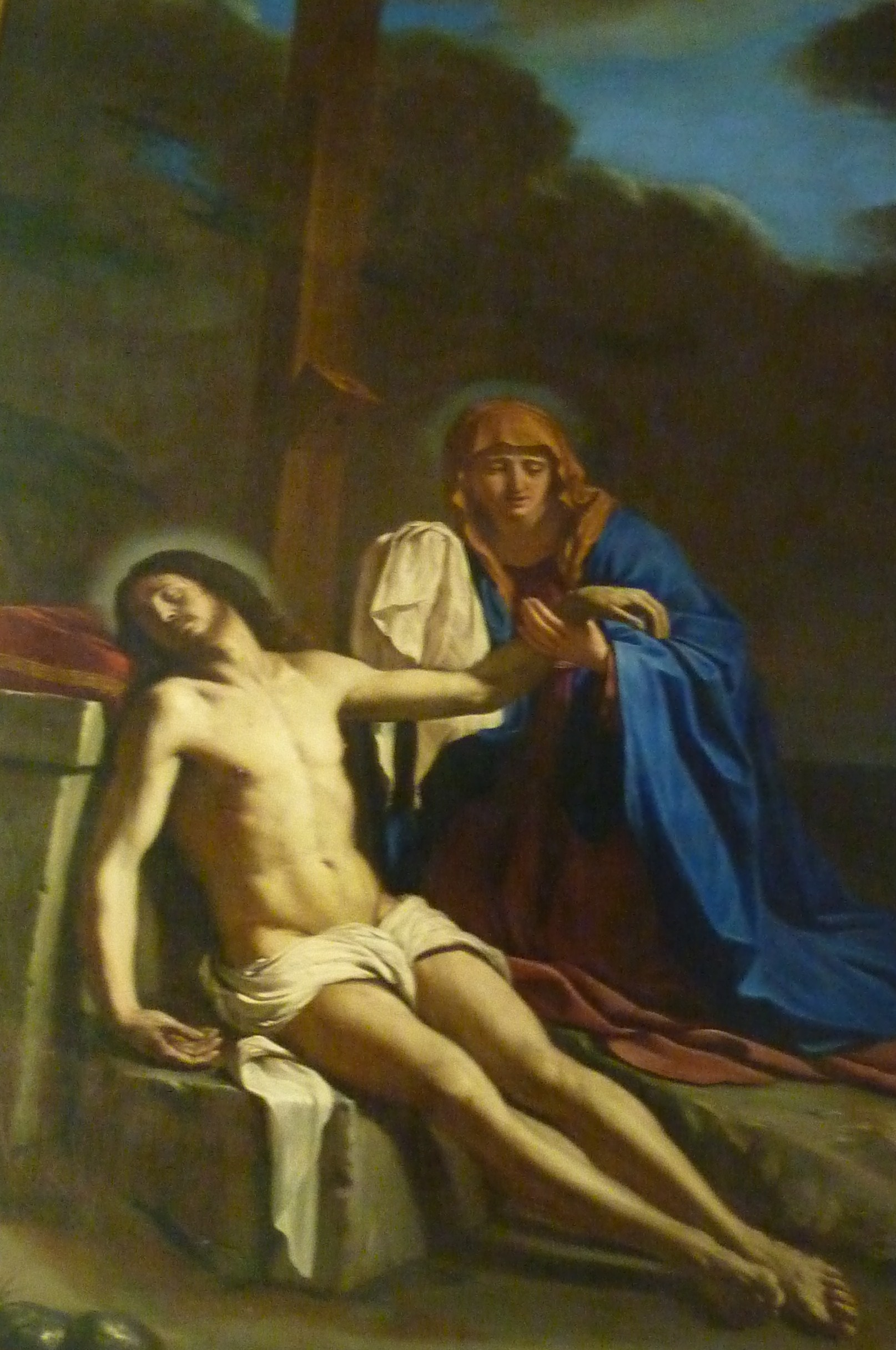
Piétà attribuée au Guerchin.
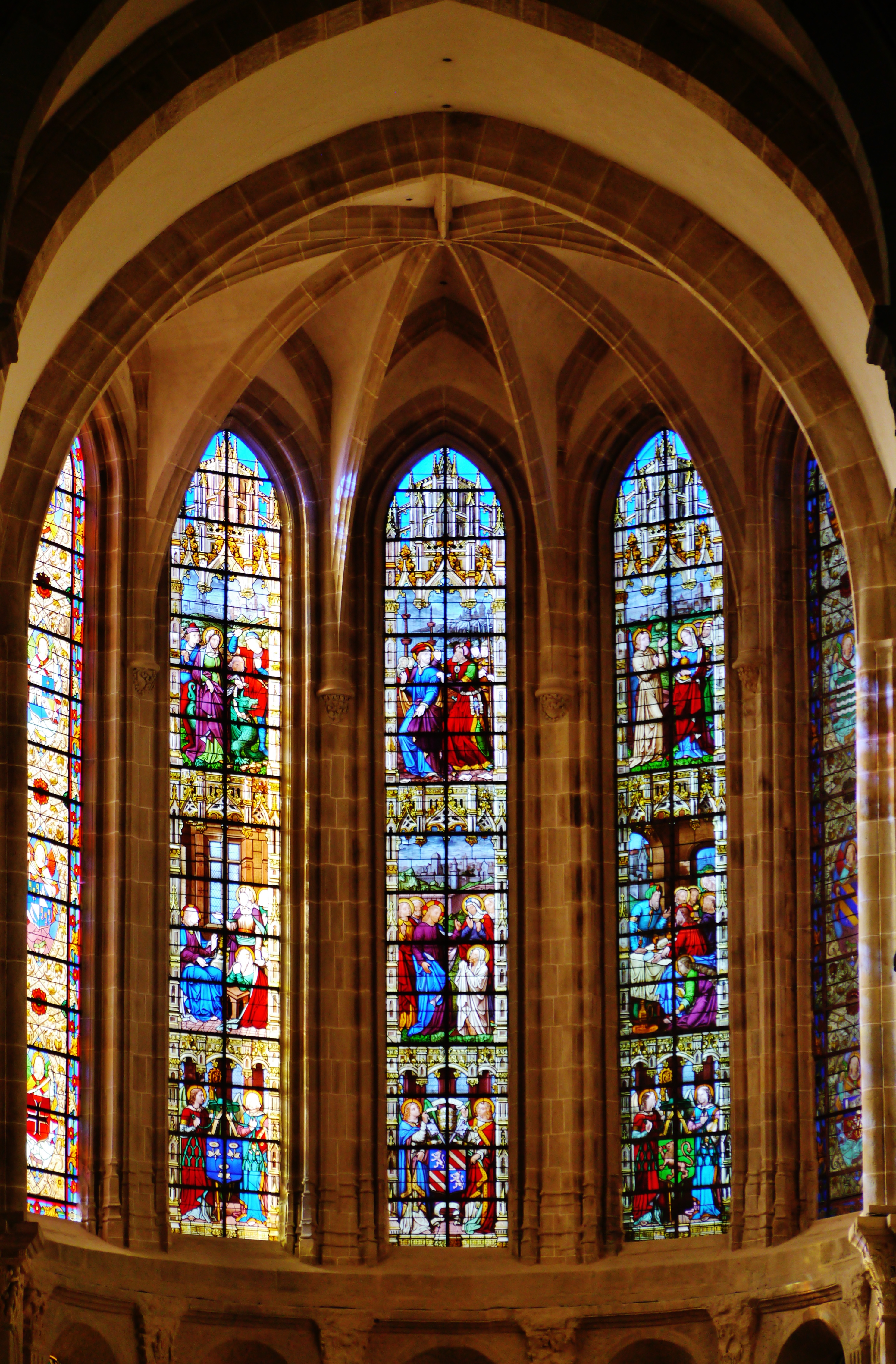
Vitraux du chœur.

### L'orgue

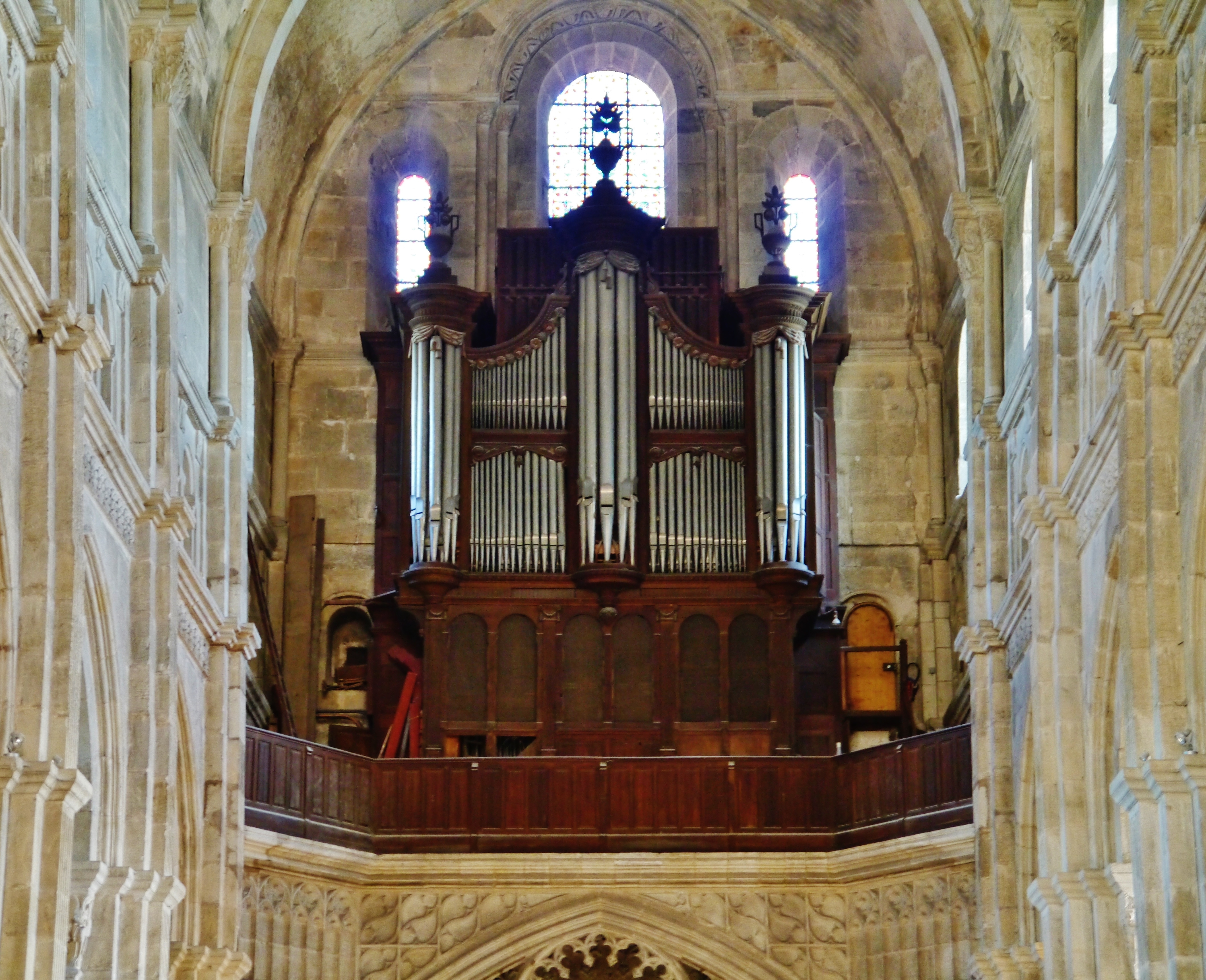
Le grand orgue.

La cathédrale, à l'instar des églises Saint-Vincent de Chalon-sur-Saône, Saint-Vincent de Mâcon et de la basilique de Paray-le-Monial, est dotée d'un grand orgue (comptant pas moins de cinquante-sept jeux sur trois claviers manuels et pédalier — le nombre de tuyaux est inconnu). Les transmissions sont pneumatiques avec machine Barker pour le grand orgue.
Un instrument de 1820, par Louis Callinet, est remplacé en 1876 par celui de Joseph Merklin qui en conserve quelques éléments. Un relevage est réalisé en 1893, et la soufflerie est électrifiée en 1921. Quelques transformations ont lieu en 1943. Nouveau relevage en 1952 puis restauration par Jean Deloye et Jean-Pierre Swiderski en 1983. Aujourd'hui muet le grand Orgue attend une grande restauration.
Composition
| Positif 56 notes    |
| Quintaton 16'       |
| Principal 8'        |
| Bourdon 8'          |
| Flûte harmonique 8' |
| Prestant 4'         |
| Quinte 2 2/3'       |
| Doublette 2'        |
| Tierce 1 3/5'       |
| Larigot 1 1/3'      |
| Piccolo 1'          |
| Plein-jeu V         |
| Cromorne 8'         |

| Grand-Orgue 56 notes |
| Bourdon 16'          |
| Bourdon 8'           |
| Montre 8'            |
| Flûte 8'             |
| Salicional 8'        |
| Prestant 4'          |
| Doublette 2'         |
| Cornet V             |
| Fourniture V         |
| Bombarde 16'         |
| Trompette 8'         |
| Clairon 4'           |

| Récit expressif 56 notes |
| Cor de nuit 8'           |
| Flûte creuse 8'          |
| Gambe 8'                 |
| Voix céleste 8'          |
| Fugara 4'                |
| Nazard 2 2/3'            |
| Quarte 2'                |
| Plein-Jeu V              |
| Basson 16'               |
| Trompette 8'             |
| Hautbois 8'              |
| Voix humaine 8'          |
| Soprano 4'               |
| Tremolo                  |

| Pédale 30 notes       |
| Basse acoustique 32'  |
| Contrebasse 16'       |
| Soubasse 16'          |
| Grosse Quinte 10 2/3' |
| Basse 8'              |
| Bourdon 8'            |
| Flûte 4'              |
| Bombarde 16'          |
| Trompette 8'          |
| Clairon 4'            |

### La salle capitulaire

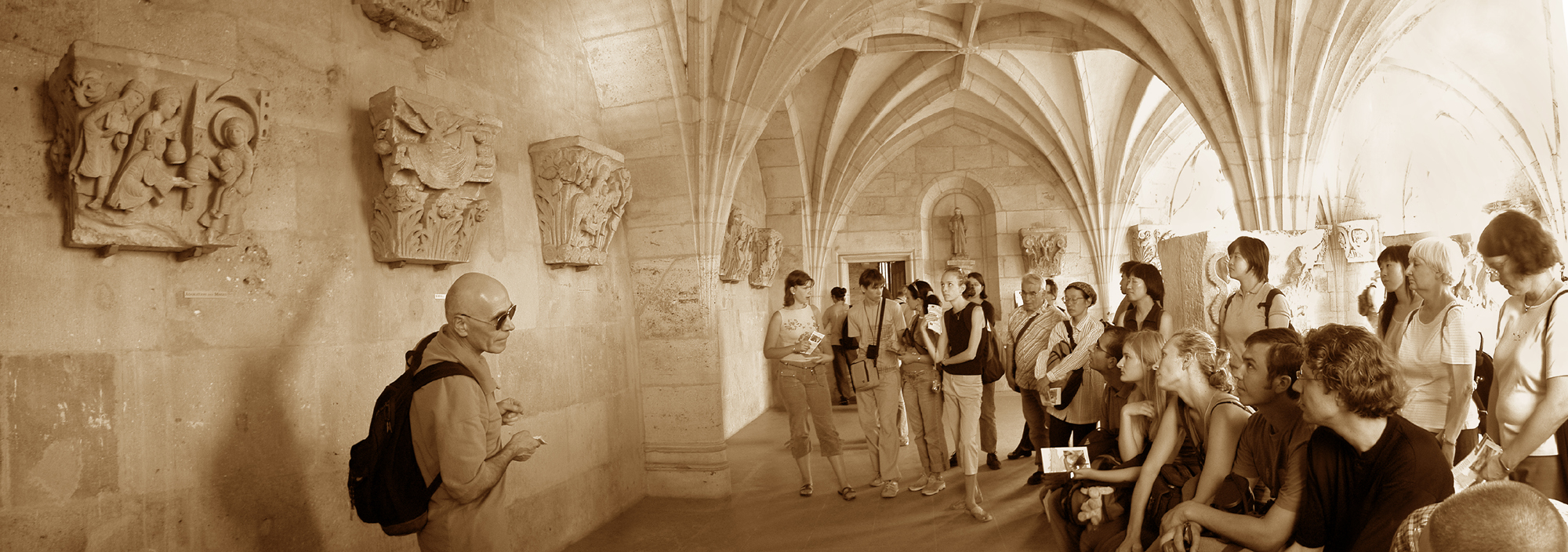
Visite de la salle capitulaire.

Ancienne bibliothèque, la salle capitulaire rassemble aujourd'hui une trentaine de chapiteaux, réalisés pour la plupart par Gislebertus, et extraits lors de la rénovation des piliers soutenant le clocher par Eugène Viollet-le-Duc. Les chapiteaux représentent des scènes bibliques ou des créatures extraordinaires.
Sur l'un des chapiteaux de cette salle, Judas est figuré debout sur la tête du démon de l'Avarice représentée « par une énorme bourse qu'il tient à la main. Il tend un calice qui symbolise le sang du Christ, à un représentant de la Synagogue, également supporté par un démon, qui lui fait face. Cette association du Juif et de l'argent, que symbolise une bourse bien garnie », est une constante de l'art médiéval.

Chapiteaux de la salle capitulaire
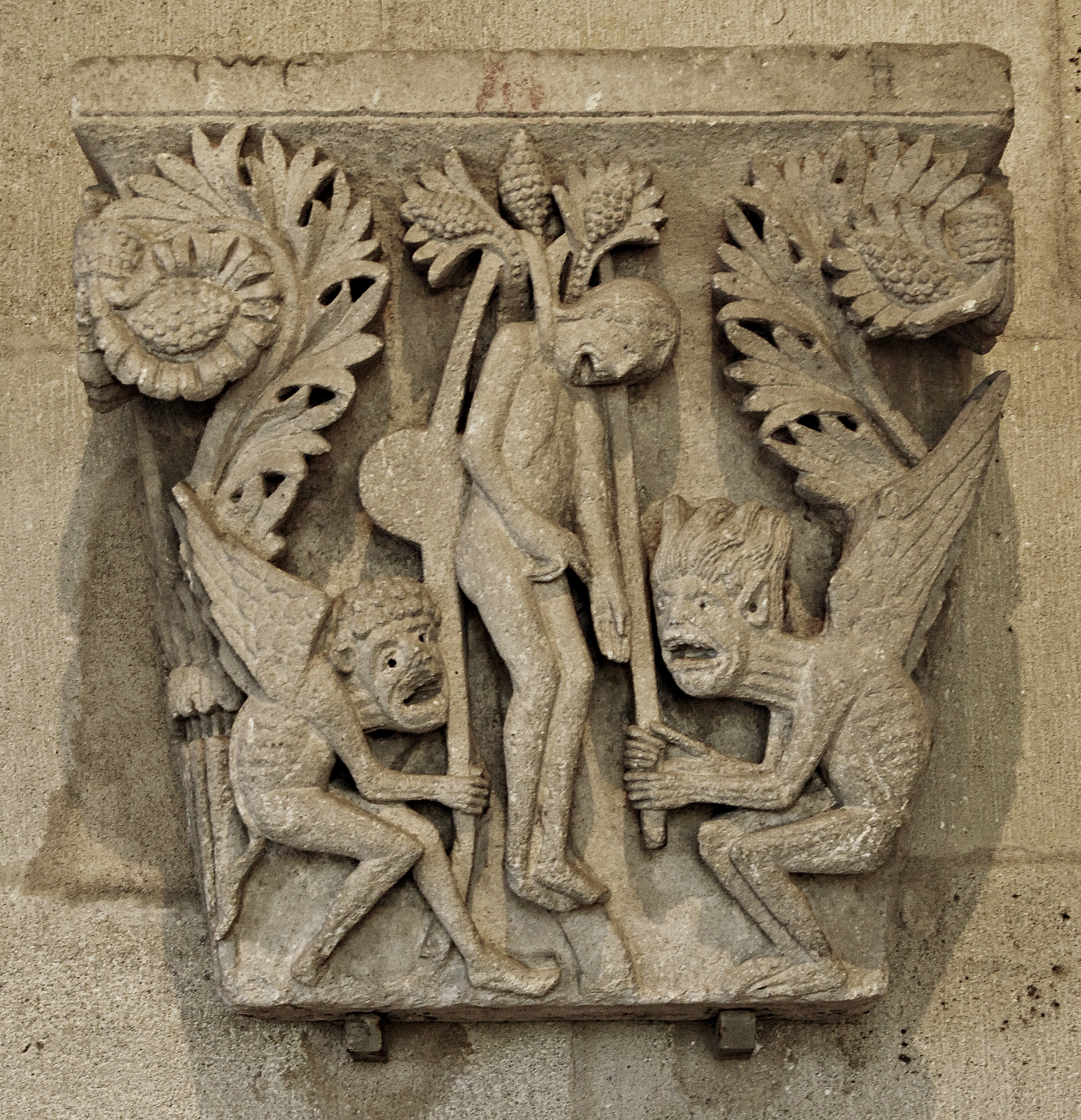
La pendaison de Judas.
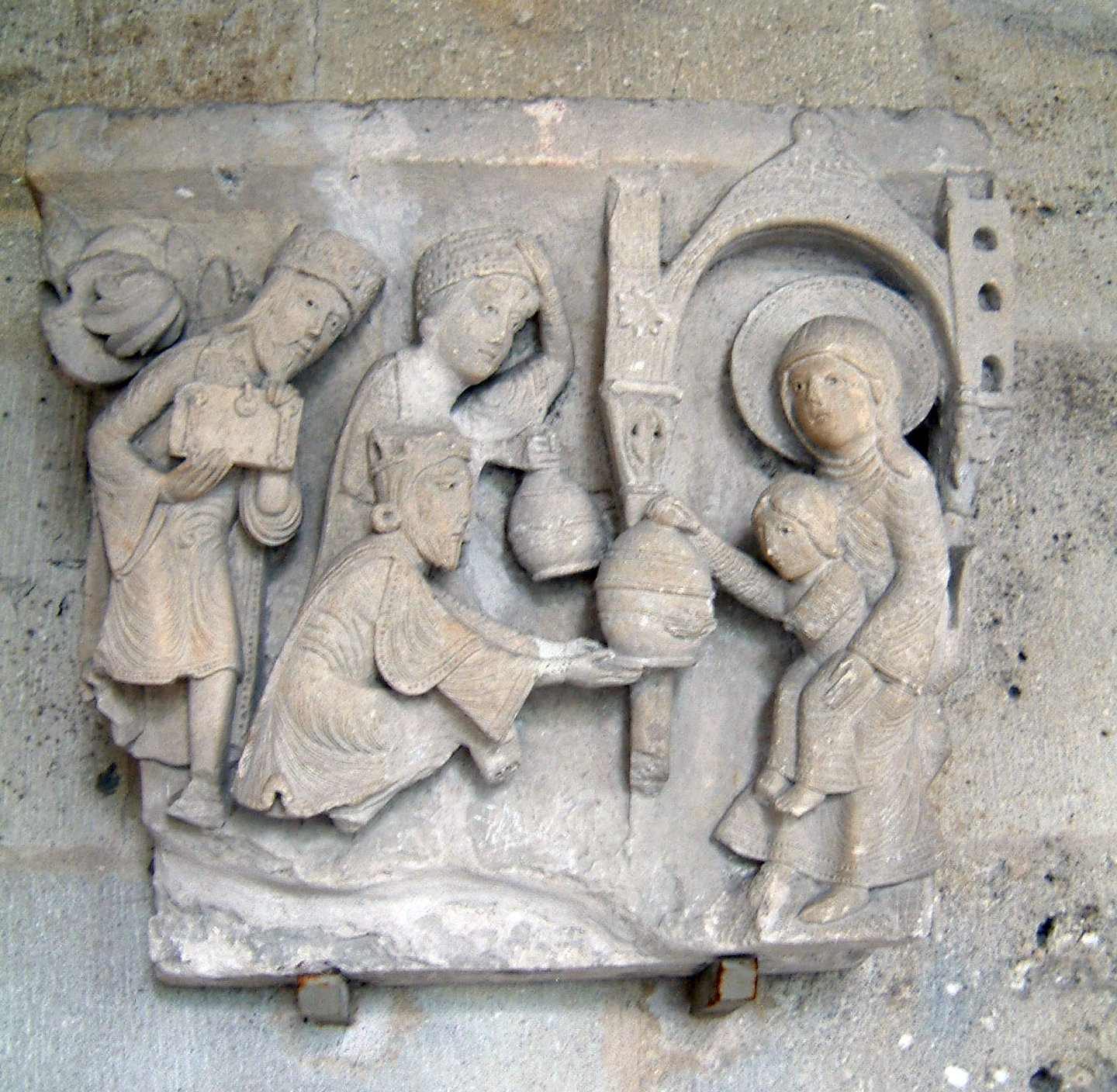
Adoration des mages.
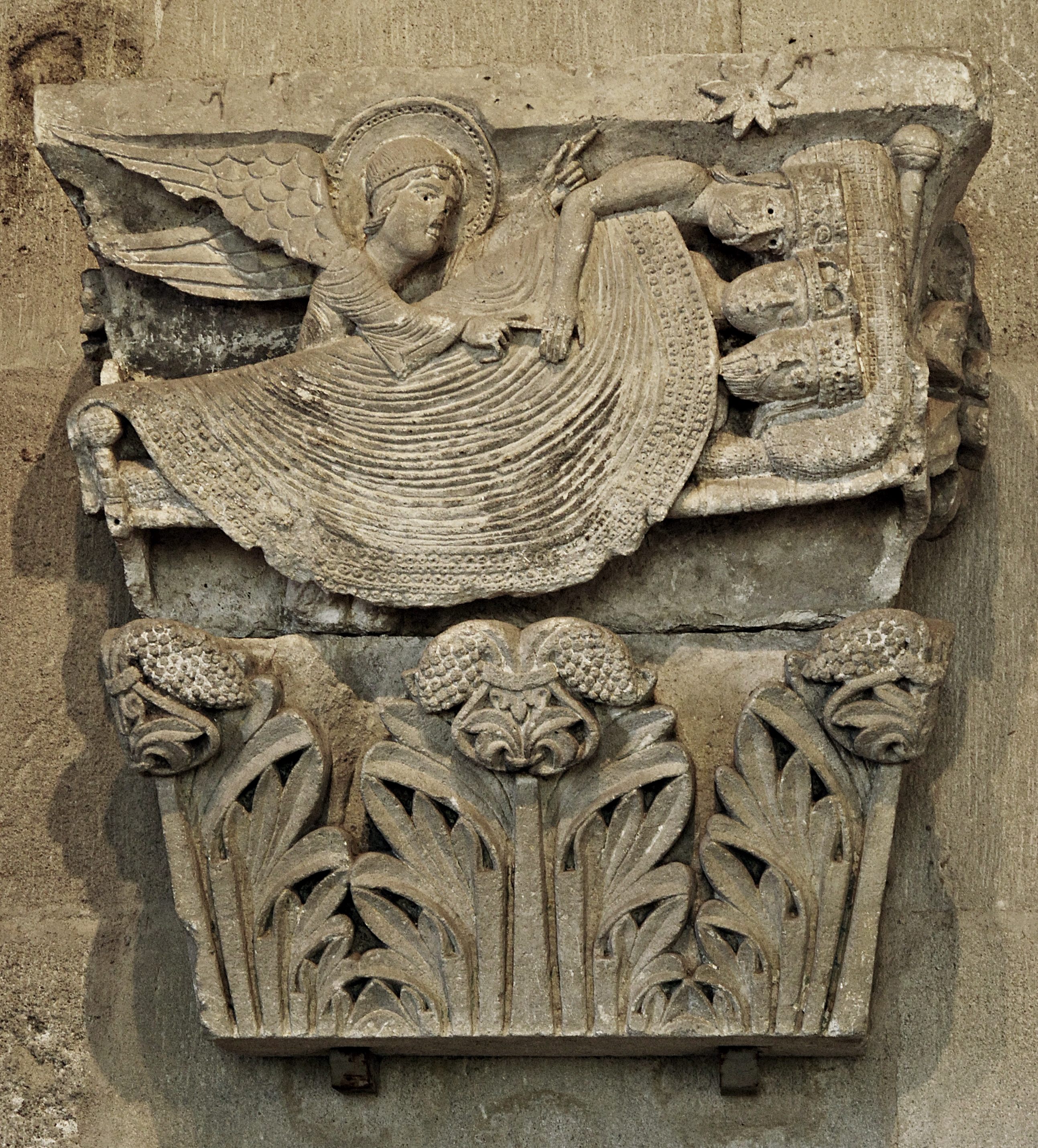
Sommeil des mages.
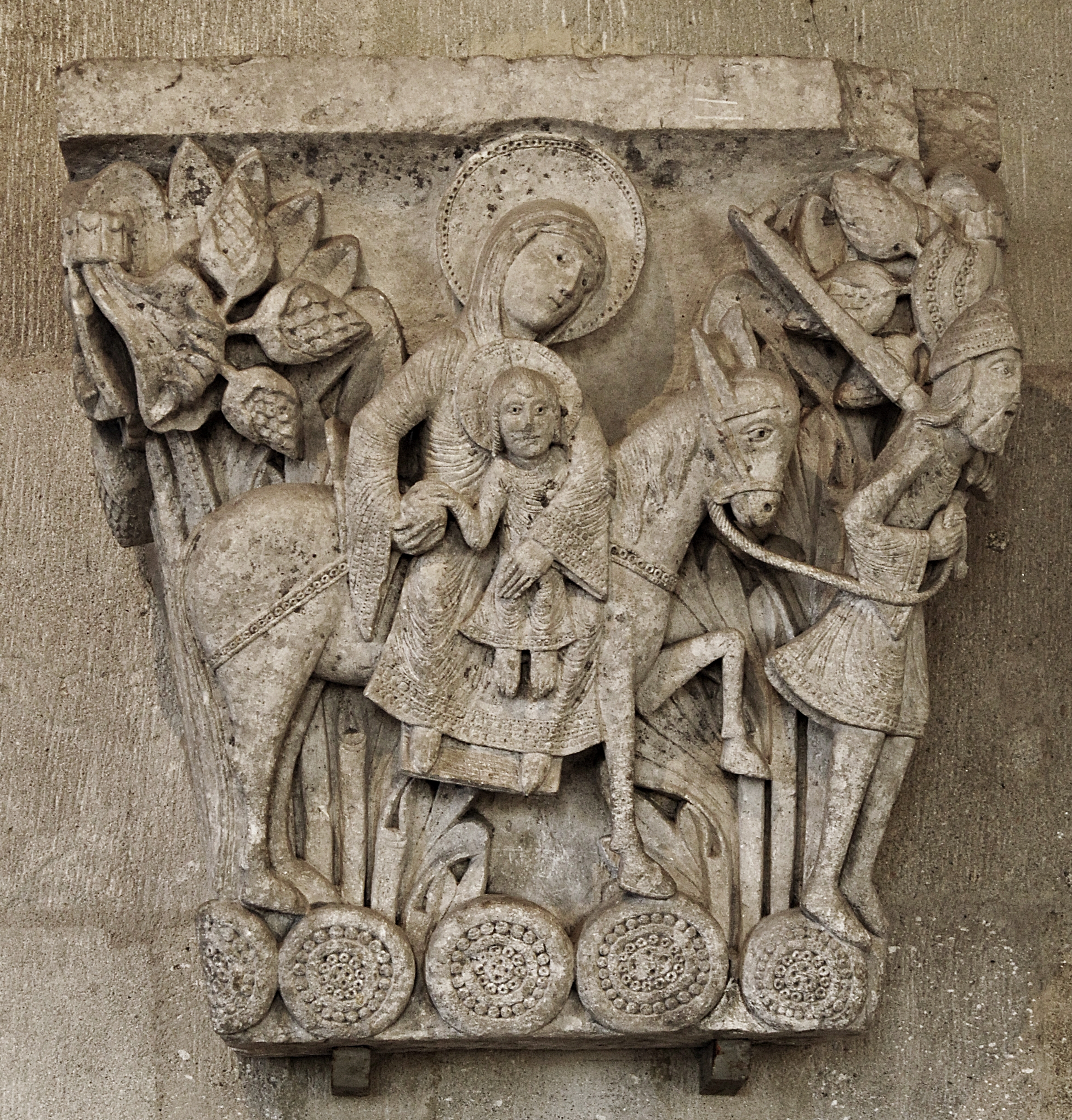
La fuite en Égypte.
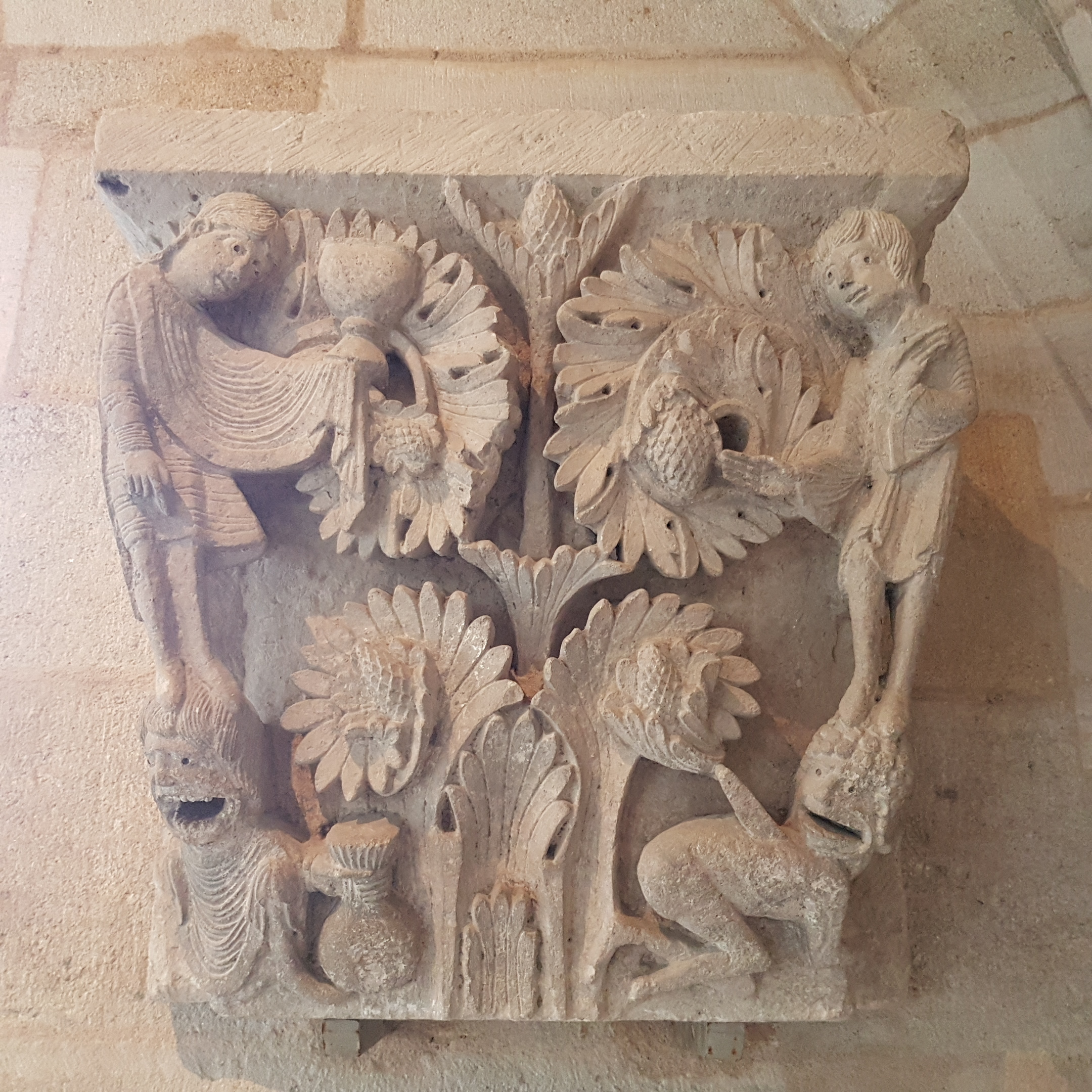
Judas sur l'Avarice à la bourse, tend le calice à la Synagogue hissée sur un autre démon.

Comme fréquemment en Bourgogne, les toits sont couverts de tuiles vernissées aux couleurs variées, formant des motifs géométriques.

## Le musée Rolin

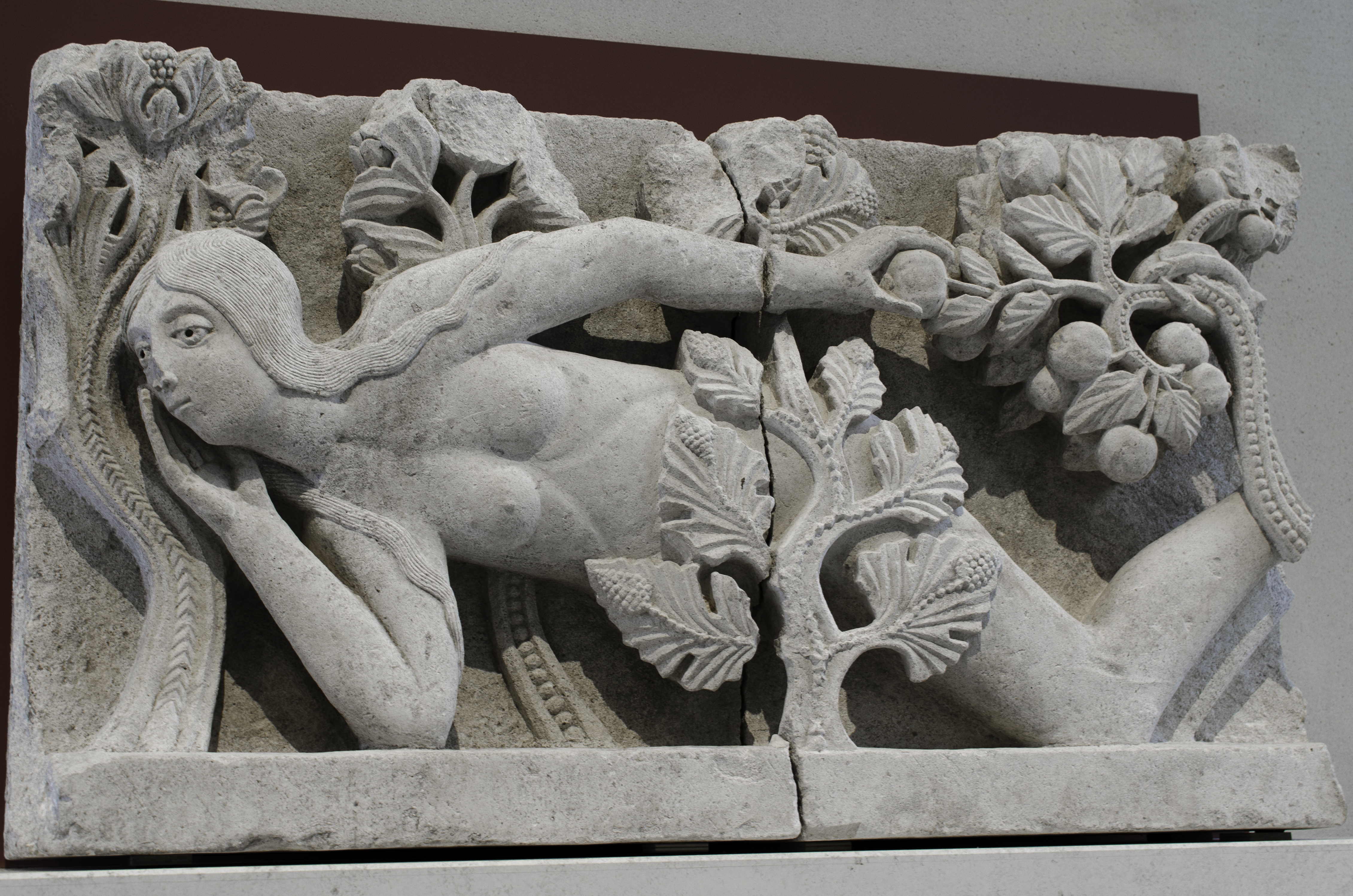
La Tentation d'Ève, tympan du XIIe siècle redécouvert au XIXe siècle.

Situé à proximité de la cathédrale, le musée Rolin expose des vestiges des rénovations anciennes de la cathédrale. On y trouve, en particulier l'un des premiers nus de l'histoire de la sculpture romane, représentant La Tentation d'Ève ou Ève couchée, attribué à Gislebert. La cathédrale étant orientée Nord-Sud, ce haut-relief ornait le linteau du portail est. Les pèlerins sortaient par ce portail pour se rendre en face dans l'ancienne cathédrale Saint-Nazaire qui, elle, était orientée est-ouest. Il fut démonté en 1766, en même temps que le Tombeau de saint Lazare et le Jubé, les chanoines du XVIIIe siècle étant peu sensibles aux beautés de l'art médiéval. Ce linteau représente Ève couchée, le corps ondulant dans une posture sensuelle, détournant les yeux du geste qu'elle s'apprête à commettre. Elle tend la main dans son dos, tenant la pomme représentant le péché originel. À droite, se trouve l'arbre de la connaissance, le diable, dont il ne reste que la main griffue, incline la branche vers elle. Le visage d'Ève est traité en deux à-plats à angle quasi droit sur l'arête du nez, dans un style proche du cubisme.
La Tentation d'Ève est redécouverte au XIXe siècle par l'architecte Jean Roidot-Houdaille puis cédée au musée Rolin en 1935. Le musée conserve d'autres vestiges du tympan du portail détruit, comme une Assomption de la Vierge et la sculpture d'un moine. Des vestiges du Tombeau de saint Lazare, qui se dressait derrière le maître-autel de la cathédrale, sont également exposés au musée Rolin ainsi que des chapiteaux de la cathédrale.
Par ailleurs, la tête d'une statue de saint Pierre du XIIe siècle provenant du Tombeau de saint Lazare est conservée au Musée du Louvre, et une Vierge à l'Enfant, initialement présente dans la cathédrale, est exposée au Metropolitan Museum of Art de New York.

## La porte de la Miséricorde à la cathédrale Saint-Lazare d'Autun
Comme plusieurs autres sites religieux à travers le monde, la cathédrale Saint-Lazare d'Autun possède une porte de la Miséricorde, une porte qui, en marge des portes saintes ouvertes tous les 25 ans ou selon les exceptions fixées par le pape lors du déroulement des années saintes ou jubilés, a été établie à la cathédrale Saint-Lazare d'Autun à la suite du désir du pape François de voir l'actuel jubilé de la Miséricorde se répandre partout dans le monde. En somme cette porte comme toutes les autres portes de la Miséricorde, seconde les portes saintes quant à leurs rôles dans le présent jubilé de la Miséricorde proclamé par le pape François qui s'étend du 8 décembre 2015 au 20 novembre 2016,.

#### Ouvrages généraux
- Marcello Angheben, D'un jugement à l'autre. La représentation du jugement immédiat dans les Jugements derniers français (1100–1250), Turnhout, 2013
- Marcello Angheben, Les chapiteaux romans de Bourgogne : Thèmes et programmes, Turnhout, 2003
- François Collombet, Les plus belles cathédrales de France, Paris, Sélection du Readers Digest, 1997 (ISBN 2-7098-0888-9), p. 142-145
- Gérard Denizeau, Histoire visuelle des Monuments de France, Paris, Larousse, 2003 (ISBN 2-03-505201-7), p. 60-61
- Raymond Oursel, Bourgogne romane, La Pierre-qui-Vire (France), Édition Zodiaque, 1979, 7e éd.
- Marcel Durliat, L'art roman, Citadelles & Mazenod, 1989 (réimpr. 2009)
- Denis Grivot et George Zarnecki, Gislebertus, sculpteur d'Autun, Paris, 1960
- Francis Salet, « La sculpture romane en Bourgogne, à propos d'un livre récent », Bulletin Monumental, vol. 119,‎ 1961, p. 325-343

#### Ouvrages sur la cathédrale
- Denis Grivot (ill. Denis et Charles Michels, Jean-Pierre Janin et Michel Gauthier), Les vitraux de la cathédrale d'Autun, Sandillon, M. G. Éditions, 32 p.
- Cécile Ullmann (dir.), Révélation : le grand portail d'Autun, Lieux dits Édition, 2011, 189 p. (ISBN 978-2-36219-022-3)
- Benoît Rivière (dir.), Sylvie Balcon-Berry (dir.), Jacques Madignier (dir.), Christian Sapin (dir.) et André Strasberg (dir.), Autun, la grâce d'une cathédrale, Paris, Éditions Place des Victoires, coll. « La grâce d'une cathédrale », 2020, 441 p. (ISBN 978-2-8099-1882-3).
- Kristina Krüger, « Les fondations d’autels et de chapelles à la cathédrale d’Autun », Bulletin du centre d'études médiévales d'Auxerre | BUCEMA, no 7,‎ 2003 (ISSN 1623-5770, DOI 10.4000/cem.3082, lire en ligne)